# Friedrich Schiller

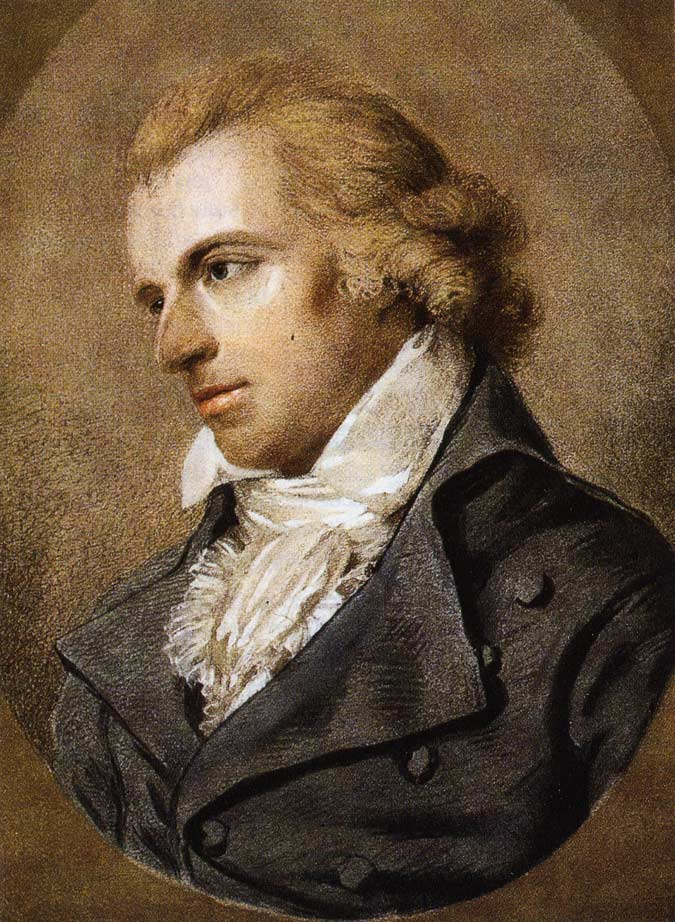
Friedrich Schiller, porträtiert von Ludovike Simanowiz im Jahr 1794

Johann Christoph Friedrich Schiller, ab 1802 von Schiller (* 10. November 1759 in Marbach am Neckar; † 9. Mai 1805 in Weimar), war ein deutscher Dichter, Philosoph, Historiker und Arzt. Er gilt als einer der bedeutendsten deutschsprachigen Dramatiker, Lyriker und Essayisten.

## Leben

### Überblick
Friedrich Schiller war der einzige Sohn eines auch als Wundarzt tätigen württembergischen Offiziers und wuchs mit seinen fünf Schwestern in Schwäbisch Gmünd, Lorch und später in Ludwigsburg auf. Dort besuchte er die Lateinschule und begann nach viermaligem Bestehen des Evangelischen Landesexamens am 16. Januar 1773 das Studium der Rechtswissenschaften auf der Karlsschule. Drei Jahre später wechselte er zur Medizin und wurde 1780 darin promoviert. Gleich mit seinem Theaterdebüt, dem 1782 uraufgeführten Schauspiel Die Räuber, gelang Schiller ein bedeutender Beitrag zum Drama des Sturm und Drang und der Weltliteratur.
Er floh im September 1782 wegen Herzog Carl Eugen aus Württemberg nach Mannheim, weil ihm Haft und Schreibverbot drohten. Er fand Ende 1782 in Bauerbach bei Meiningen Schutz vor weiterer Verfolgung. Dort schrieb er das Stück Luise Millerin und begann mit den Arbeiten zu Don Karlos. Im Sommer 1783 kehrte er nach Mannheim zurück. Schließlich wurde er als Theaterdichter am Nationaltheater Mannheim angestellt. Als seine Anstellung in Mannheim ausgelaufen war, reiste Schiller 1785 nach Leipzig zu seinem späteren Freund und Förderer Christian Gottfried Körner. In den folgenden Jahren lernte er Christoph Martin Wieland, Johann Gottfried Herder und Johann Wolfgang von Goethe in Weimar kennen. Gemeinsam prägten sie die Weimarer Klassik.
Neben seinem Theaterdebüt und dem Don Karlos gehören besonders die historischen Dramen Wallenstein, Maria Stuart, Die Jungfrau von Orleans und Wilhelm Tell zum deutschen Standardrepertoire. Als Autor wie Theoretiker war er Vorbild und Gegenfigur nachfolgender Dramatiker. Neben seinem dramatischen Werk verfasste Schiller zahlreiche ästhetische Abhandlungen wie Die Schaubühne als eine moralische Anstalt betrachtet, Über Anmut und Würde, Über die ästhetische Erziehung des Menschen, Über naive und sentimentalische Dichtung und Vom Erhabenen, darin er seine Poetik darlegte wie der Literatur durch eine bis dato unbekannte Reflexionstiefe neue Wege wies. Seine Balladen zählen zu den bekanntesten deutschen Gedichten. Gleichrangig stehen seine Gedankenlyrik und das Lehrgedicht.
Friedrich Schiller war von Geburt Württemberger, später wurde er Staatsbürger von Sachsen-Weimar. 1792 wurde ihm die französische Ehrenbürgerschaft verliehen und somit zusätzlich auch die französische Staatsbürgerschaft – in Würdigung seines in Paris aufgeführten Dramas Die Räuber, das als Freiheitskampf gegen die Tyrannei verstanden wurde.

### Herkunft, Ausbildung und erste Erfolge

#### Elternhaus

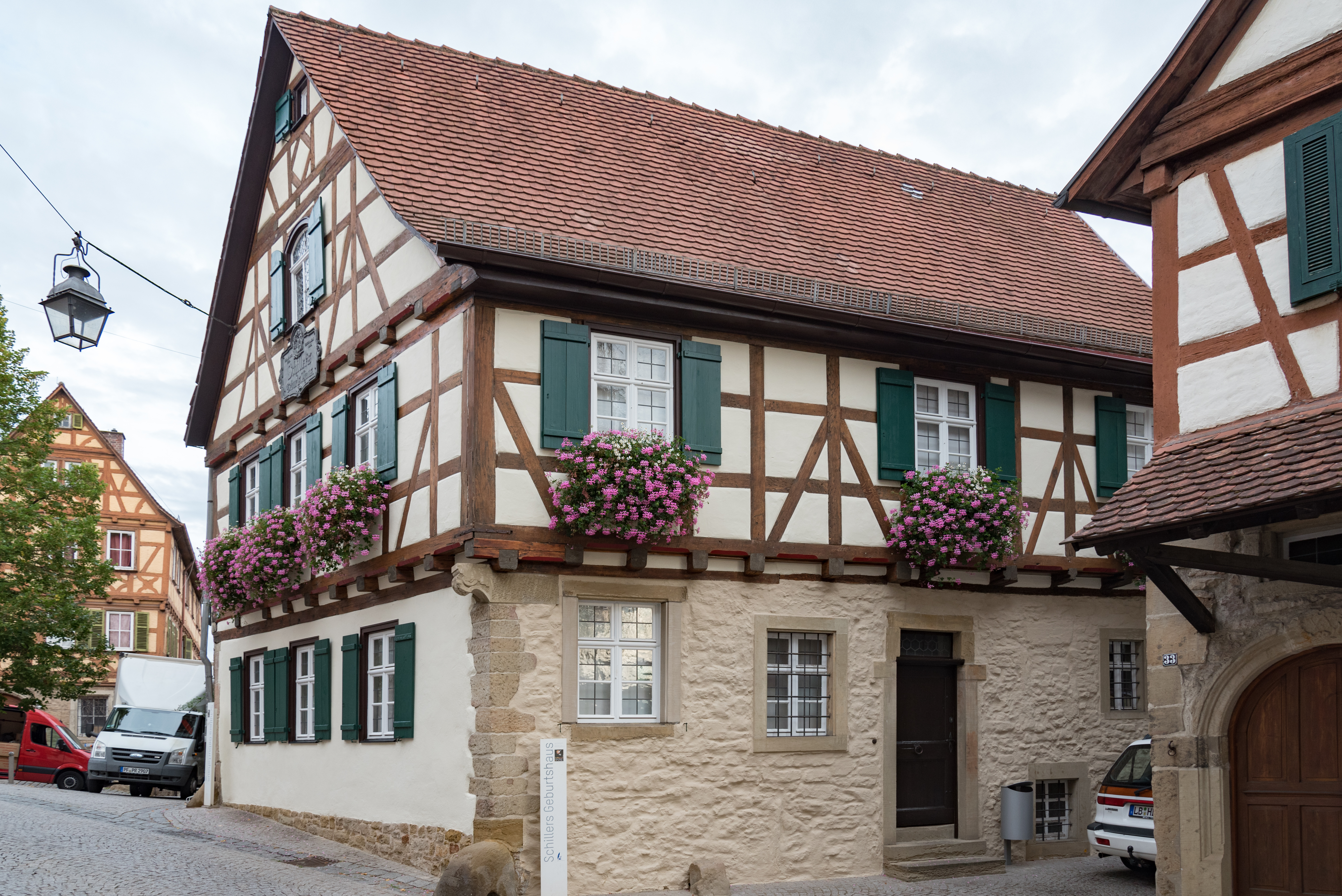
Schillers Geburtshaus in Marbach am Neckar

Friedrich Schiller wurde als zweites Kind des Offiziers, Wundarztes und Leiters der Hofgärtnerei in Marbach am Neckar Johann Kaspar Schiller und dessen Ehefrau Elisabetha Dorothea Schiller, geb. Kodweiß, die Tochter eines Wirtes und Bäckers war, 1759 in Marbach am Neckar geboren. Friedrich war zwei Jahre jünger als seine Schwester Christophine, zu der er eine enge Beziehung aufbaute. Vier weitere Schwestern folgten erst nach einem Abstand von sechs Jahren; zwei von diesen starben im Kindesalter. Da der Vater eine Anstellung als Werbeoffizier erhielt und in der Reichsstadt Schwäbisch Gmünd arbeitete, übersiedelte die Familie 1764 nach Lorch. Kurz nachdem 1766 Friedrichs zweite Schwester Luise geboren worden war, zog die Familie nach Ludwigsburg. Im selben Jahr trat Friedrich in die dortige Lateinschule ein. Bereits mit dreizehn Jahren verfasste er die Theaterstücke Absalon und Die Christen, die beide nicht mehr erhalten sind.
Auf herzoglichen Befehl und gegen den Willen der Eltern musste Schiller am 16. Januar 1773 in die Karlsschule eintreten. Sie hieß bei seinem Eintritt kurzfristig noch „Militärische Pflanzschule“, 54 Tage später, seit 11. März 1773, Militärakademie und war damals im Schloss Solitude bei Gerlingen (Württemberg) und Stuttgart untergebracht. Schiller begann zunächst ein Rechtsstudium. Die Zöglinge wurden militärisch gedrillt, was dazu beigetragen haben mag, dass er noch mit fünfzehn Jahren Bettnässer war; zweimal wurde er deswegen hart bestraft. Schiller schnupfte heimlich Tabak und las zusammen mit seinen Kameraden damals verbotene Schriften.

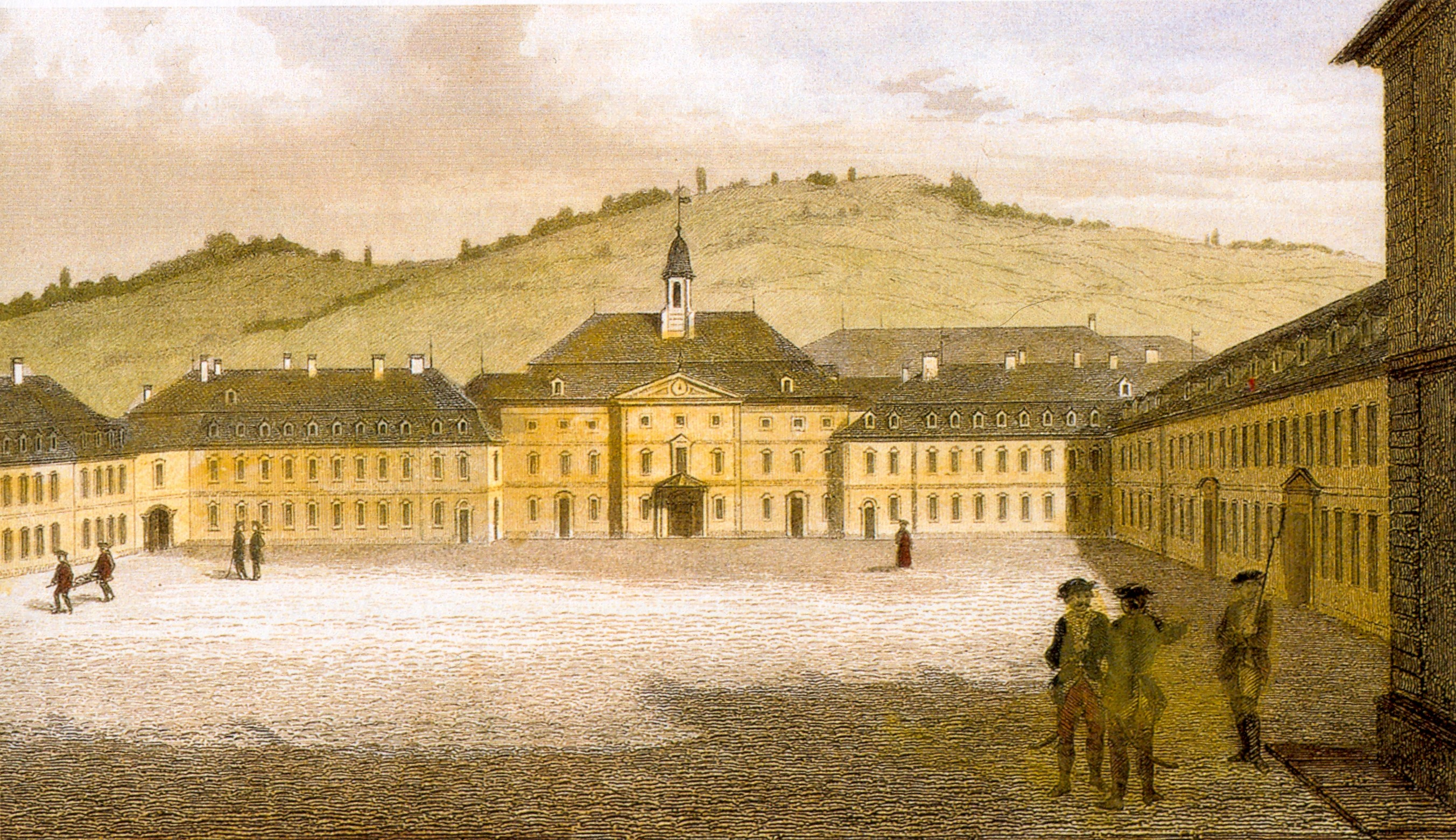
Die Hohe Carlsschule in Stuttgart, kolorierter Stahlstich nach einer Zeichnung von Karl Philipp Conz

Das älteste bekannte Bildnis Schillers ist ein Schattenriss, der ihn als Studenten der Hohen Carlsschule zeigt. Die kunstvolle Ornamentik um besagte Silhouette des jungen Friedrich Schiller erschuf der Musikverleger Heinrich Philipp Boßler.

#### Medizinstudium und Anstellung als Regimentsmedicus
Die Militärakademie wurde am 18. November 1775 vom Schloss Solitude in die Innenstadt von Stuttgart verlegt. Schiller wechselte das Studienfach und wandte sich der Medizin zu. Während dieser Zeit fesselten ihn die Werke der Dichter des Sturm und Drang und die Gedichte Klopstocks. Dabei wirkte besonders Friedrich Maximilian Klinger prägend.

„Er [Klinger] gehörte zu denen, welche zuerst und mit Kraft auf meinen Geist gewirkt haben; Diese Eindrücke der Jugend sind unauslöschlich.“

Im selben Jahr verfasste er das (heute nicht mehr erhaltene) Theaterstück Der Student von Nassau. 1776 erschien sein erstes gedrucktes Gedicht Der Abend. Schiller studierte die Werke Plutarchs, Shakespeares, Voltaires, Rousseaus und Goethes. Ebenfalls 1776 begann er die Arbeit an dem Freiheitsdrama Die Räuber.

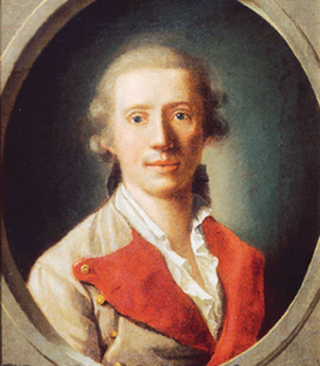
Schiller als Regimentsarzt. Gemälde von Philipp Friedrich Hetsch (1781/1782)

1779 bestand er die ersten medizinischen Examina und bat um die Entlassung aus der Militärakademie, um Militärarzt zu werden. Seine erste Streitschrift über die Philosophie der Physiologie (1779) wurde von den Gutachtern – Professoren und Leibärzten des Herzogs Carl Eugen, der bei der Disputation anwesend war, rundherum abgelehnt. Die Begründung lautete, diese Arbeit weise zu viel „Feuer“ auf, und „die gesamte gelehrte Welt“ müsse sich durch den Eleven Schiller beleidigt fühlen. Ein relativ bekanntes Beispiel aus dieser Arbeit ist seine Weigerung, die damals bereits bewiesene Tatsache anzuerkennen, dass die Kanäle des Innenohres mit Flüssigkeiten gefüllt sind:

„Wer möchte wohl glauben, der Ton das größte Produkt der Elastizität werde dem Geiste durch Wasser zugeleitet, das die geringste Elastizität besitzt.“

 Erst ein Jahr später, nach einem weiteren vergeblichen Versuch mit einer Dissertation über Fieberkrankheiten, wurde ihm der Doktorgrad verliehen. Er wollte nun ärztlich tätig werden. Dies wurde ihm jedoch erst im Dezember 1780 gewährt, nach der Veröffentlichung seiner Dissertation Versuch über den Zusammenhang der thierischen Natur des Menschen mit seiner geistigen. Darin reflektierte der junge Arzt den anthropologisch begründbaren Zusammenhang zwischen der entstehenden „Erfahrungsseelenkunde“ und einer somatisch orientierten „Arzneiwissenschaft“. Schiller wurde darum den zeitgenössischen „philosophischen Ärzten“ zugerechnet, was bereits auf seine spätere Entwicklung hinwies. Zu Schillers Freunden seit seiner Jugend gehörte der Arzt Friedrich Wilhelm von Hoven, den er auf der Karls-Akademie in Stuttgart kennengelernt hatte.

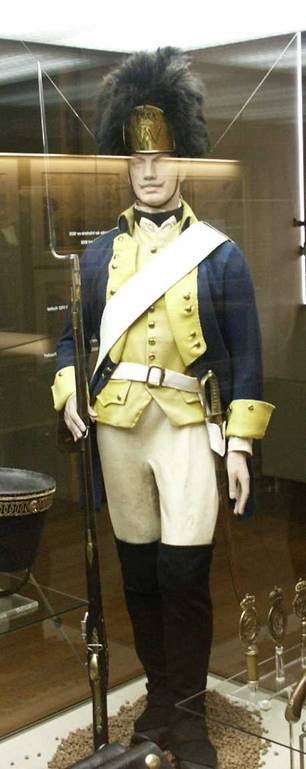
Originaluniform des Grenadier-Regiments von Augé

Der promovierte Mediziner Schiller trat nun in der Herzoglich Württembergischen Armee als Regimentsmedicus in das Grenadier-Regiment Johann Abraham David von Augé ein (1767 gebildet aus den beiden Grenadier-Kompanien des (5.) Kreis-Infanterie-Regiments Württemberg, ebenfalls mit von Augé als Regimentschef, sowie Mannschaften der zwischen 1765 und 1767 aufgelösten Grenadier-Bataillone 2, 3 und 4). Mit seiner beruflichen Situation war er wohl von Anbeginn unzufrieden: Nicht nur, dass der Ruf seines Regiments angeblich wenig glänzend war, da es, nach Schillers Beschreibung, nur aus „240 fast ausschließlich Invaliden und Krüppeln“ bestand. Der vergleichsweise karge Sold des Regimentsarztes entsprach etwa dem eines Premierleutnants und ermöglichte mit monatlich 18 Gulden (bzw. 15 Gulden im 20-Gulden-Konventionsfuß) eine nur bescheidene Lebensführung. Eine realistische Aussicht auf eine zukünftige Besserung der Lage existierte wegen der seinerzeit fehlenden Aufstiegsmöglichkeiten für Truppenärzte nicht.
Hinzu kam, dass ihm der Herzog das Gesuch verwehrt hatte, mit der Behandlung von Zivilisten seinen Verdienst aufzubessern. Anderen württembergischen Militärärzten war indes das Betreiben einer Zivilpraxis fallweise erlaubt worden, ebenso das Tragen von Zivilkleidung, um das Schiller beim Herzog gebeten hatte. Doch auch dies blieb ihm untersagt, obwohl Schillers Vater bereits einen kostspieligen Zivilanzug für seinen Sohn hatte schneidern lassen.

#### Die Räuber
Auf der Festung Hohenasperg traf Schiller den dort eingekerkerten Dichter Christian Friedrich Daniel Schubart, der ihn auf den Stoff der Räuber aufmerksam machte. 1781 vollendete Schiller sein Theaterstück, das noch im selben Jahr anonym gedruckt wurde. Am 13. Januar 1782 wurden Die Räuber vom Mannheimer Theater unter der Intendanz Wolfgang Heribert von Dalbergs erfolgreich uraufgeführt. Jubelstürme entfachte das Stück insbesondere beim jugendlichen Publikum – freiheitsbegeisterte Jugendliche gründeten in den folgenden Monaten in Süddeutschland viele „Räuberbanden“. Auch Schiller war mit seinem Freund Andreas Streicher bei der Uraufführung anwesend und hatte zu diesem Zweck die Karlsschule, ohne um offizielle Erlaubnis zu bitten, heimlich verlassen. Als er vier Monate später ein zweites Mal ohne Urlaubsgenehmigung nach Mannheim reiste, steckte Herzog Carl Eugen den unbotmäßigen Dichter zur Strafe für vierzehn Tage in Arrest in die Stuttgarter Hauptwache (heute überbaut, Königstraße 29) und untersagte ihm jeden weiteren Kontakt mit dem (kurpfälzischen) Ausland.

#### Flucht aus Stuttgart

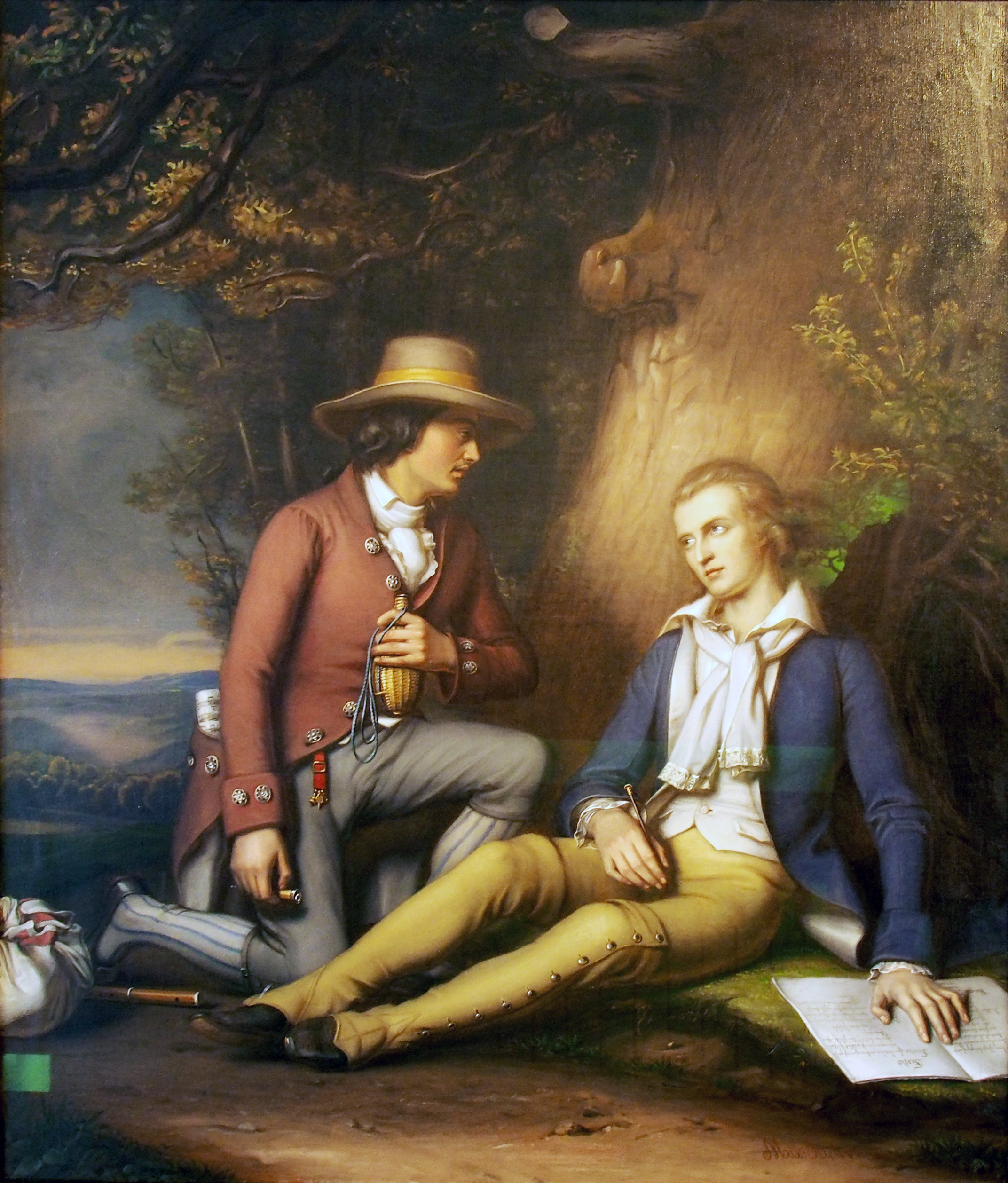
Schiller auf der Flucht mit seinem Freund Andreas Streicher (Gemälde von Maximilian Stieler)

Anfang 1782 erschien die Anthologie auf das Jahr 1782 mit 83, meist von Schiller verfassten, Gedichten. Als im August desselben Jahres dem Herzog eine Beschwerde vorgetragen wurde, dass Schiller mit seinen Räubern die Schweiz verunglimpft habe (da er einen der Räuber Graubünden als „Athen der Gauner“ beschimpfen lässt), spitzte sich der Konflikt zwischen Landesherrn und Autor zu. Schiller wurde Festungshaft angedroht und jede weitere nicht-medizinische Schriftstellerei verboten. Damit war für Schiller, der bislang aus Rücksicht auf seinen vom Herzog abhängigen Vater mit seiner Flucht gezögert hatte, ein weiteres Verbleiben in Stuttgart endgültig unmöglich geworden. In der Nacht vom 22. auf den 23. September 1782, während der Herzog zu Ehren des russischen Großfürsten Paul, des späteren Zaren, und seiner Gemahlin, einer Nichte Carl Eugens, ein großes Fest mit Feuerwerk gab, nutzte Schiller die Gunst des Augenblicks und floh mit seinem Freund Andreas Streicher aus der Stadt. Mit diesem Schritt ging Schiller ein großes persönliches Risiko ein, war er damit doch als Militärarzt offiziell fahnenflüchtig geworden. Er reiste zunächst abermals nach Mannheim, wo er Dalberg sein neues Drama Die Verschwörung des Fiesco zu Genua vorlegte. Es folgten Reisen nach Frankfurt am Main, Oggersheim und Bauerbach in Thüringen. Später schilderte Streicher jene Zeit in seinem Buch Schillers Flucht von Stuttgart und Aufenthalt in Mannheim von 1782 bis 1785.

### Unsichere Jahre 1783–1789

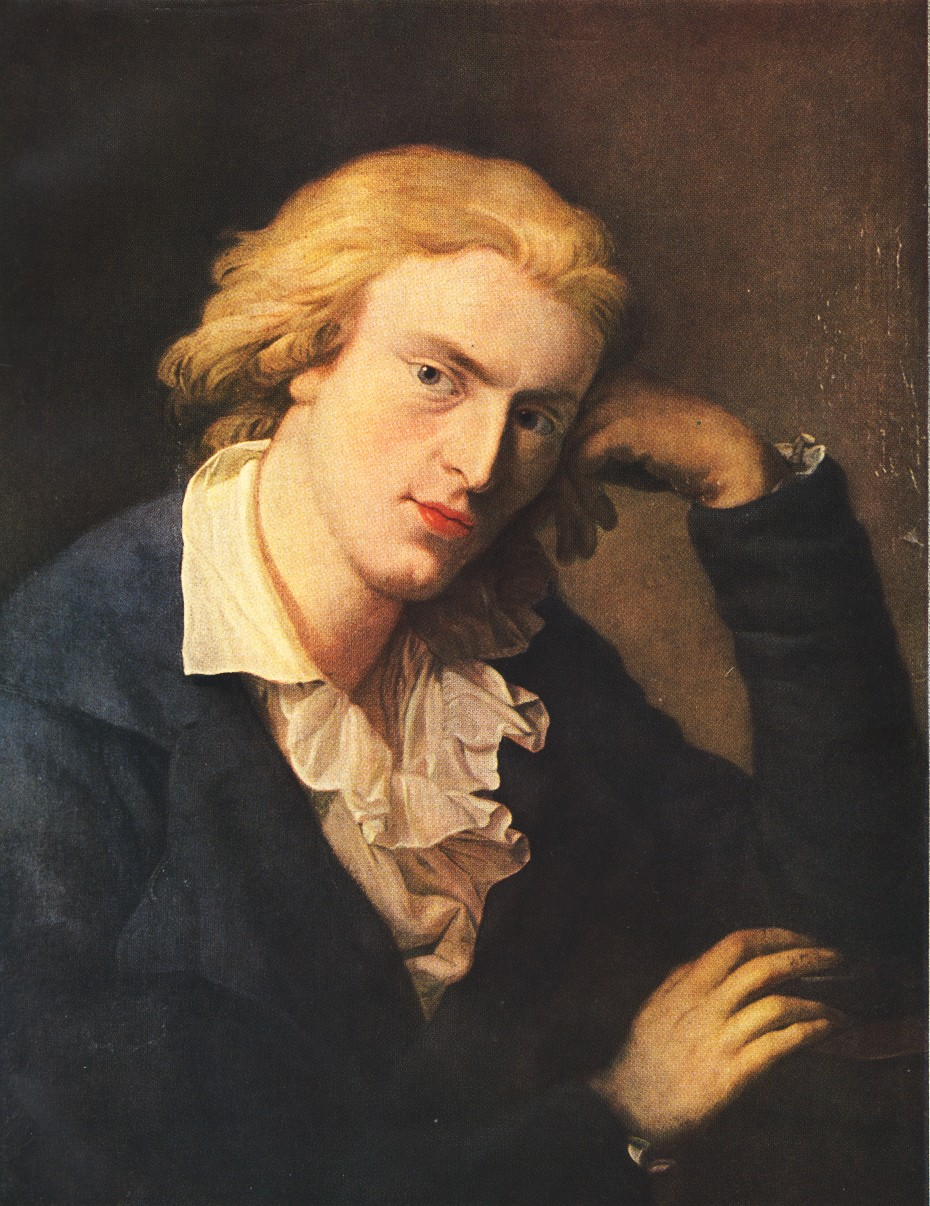
Friedrich Schiller
Ölgemälde von Anton Graff (1786–1791)

Als Gerüchte laut wurden, dass sich Herzog Carl Eugen um Schillers Auslieferung bemühe, bekam der Dichter auf Vermittlung seines Studienfreundes Wilhelm von Wolzogen (der 1794 Caroline von Lengefeld heiratete) im Dezember 1782 bei dessen Mutter Henriette von Wolzogen ein unauffälliges Asyl mit dem Pseudonym Dr. Ritter im thüringischen Bauerbach. Hier vollendete er die Arbeit an Luise Millerin und begann die ersten Entwürfe zu Don Karlos. In der nahe gelegenen Residenzstadt Meiningen vom Herzogtum Sachsen-Meiningen lernte er bei seinen Besuchen in der Hofbibliothek des Herzoghauses den Bibliothekar Wilhelm Reinwald kennen. Reinwald versorgte Schiller mit Arbeitsmaterial und lernte durch ihn dessen ältere Schwester Christophine Schiller kennen, die er 1786 heiratete.
Auf Einladung des Theaterintendanten Dalberg kehrte Schiller im Juli 1783 nach Mannheim zurück und trat dort im September die Stelle eines Theaterdichters an. Im gleichen Monat erkrankte er am „Nervenfieber“ (Malaria), das im damals noch sumpfigen Rheintal heimisch war. In Mannheim lernte er Charlotte von Kalb kennen. Im Januar 1784 wurde der Fiesco, im April 1784 das Drama Luise Millerin uraufgeführt, das inzwischen, auf Empfehlung des Schauspielers August Wilhelm Iffland, den publikumswirksameren Titel Kabale und Liebe bekommen hatte. Vor der Kurpfälzischen deutschen Gesellschaft in Mannheim hielt Schiller im Juni 1784 eine Vorlesung über die Frage „Was kann eine gute stehende Schaubühne eigentlich wirken?“. Im Dezember 1784 verlieh ihm Herzog Carl August von Sachsen-Weimar, der zuvor am Darmstädter Hof Schillers Lesung des ersten Aufzugs von Don Karlos miterlebt hatte, den Titel eines Weimarischen Rats. Nach einem Jahr als Theaterdichter in Mannheim wurde Schillers Vertrag von Dalberg nicht verlängert, was dazu führte, dass sich Schillers ohnehin schon prekäre finanzielle Lage noch verschärfte und der hochgelobte Autor fast im Schuldturm gelandet wäre.

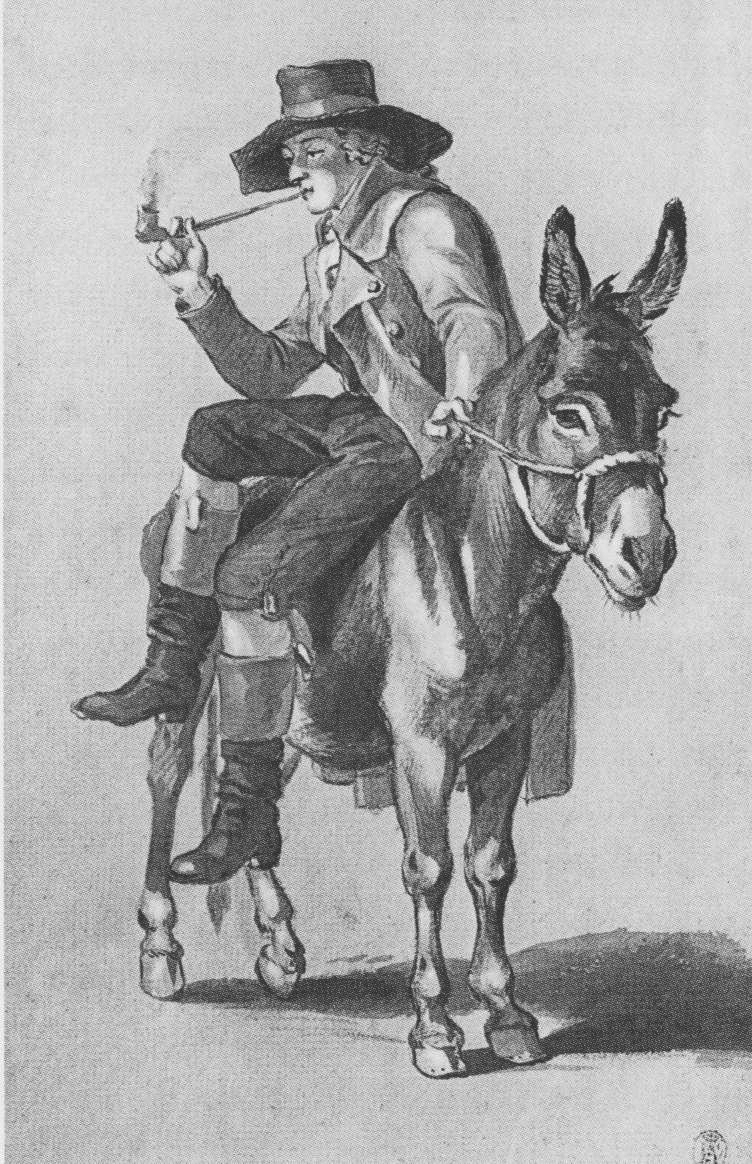
Johann Christian Reinhard: Schiller, auf einem Esel reitend. (1785/87).

Im April 1785 reiste Schiller nach Leipzig zu Christian Gottfried Körner, der ihm aus der wirtschaftlichen Notlage half. Die Bekanntschaft mit Körner, der von 1812 bis 1816 eine Gesamtausgabe von Schillers Werken herausgab, hatte im Juni 1784 mit einem anonymen, aber mit vier Porträts versehenen Brief begonnen: Körner und sein Freund Ludwig Ferdinand Huber waren mit den Töchtern Minna und Dora Stock des Leipziger Kupferstechers Johann Michael Stock (1737–1773) liiert und für diese unstandesgemäße Verbindung von ihren großbürgerlich-autoritären Vätern kritisiert worden. Deshalb konnten sich die beiden Brautpaare insbesondere mit der Darstellung der nicht standesgemäßen Beziehung in Schillers Drama Kabale und Liebe identifizieren und hatten in dem genannten anonymen Brief an Schiller ihre uneingeschränkte Verehrung für dessen mutige Dramen zum Ausdruck gebracht: „Zu einer Zeit, da die Kunst sich immer mehr zur feilen Sklavin reicher und mächtiger Wollüstlinge herabwürdigt, tut es wohl, wenn ein großer Mann auftritt und zeigt, was der Mensch auch jetzt noch vermag.“ Schiller antwortete erst ein halbes Jahr später auf diesen Brief: „Ihre Briefe […] trafen mich in einer der traurigsten Stimmungen meines Herzens.“

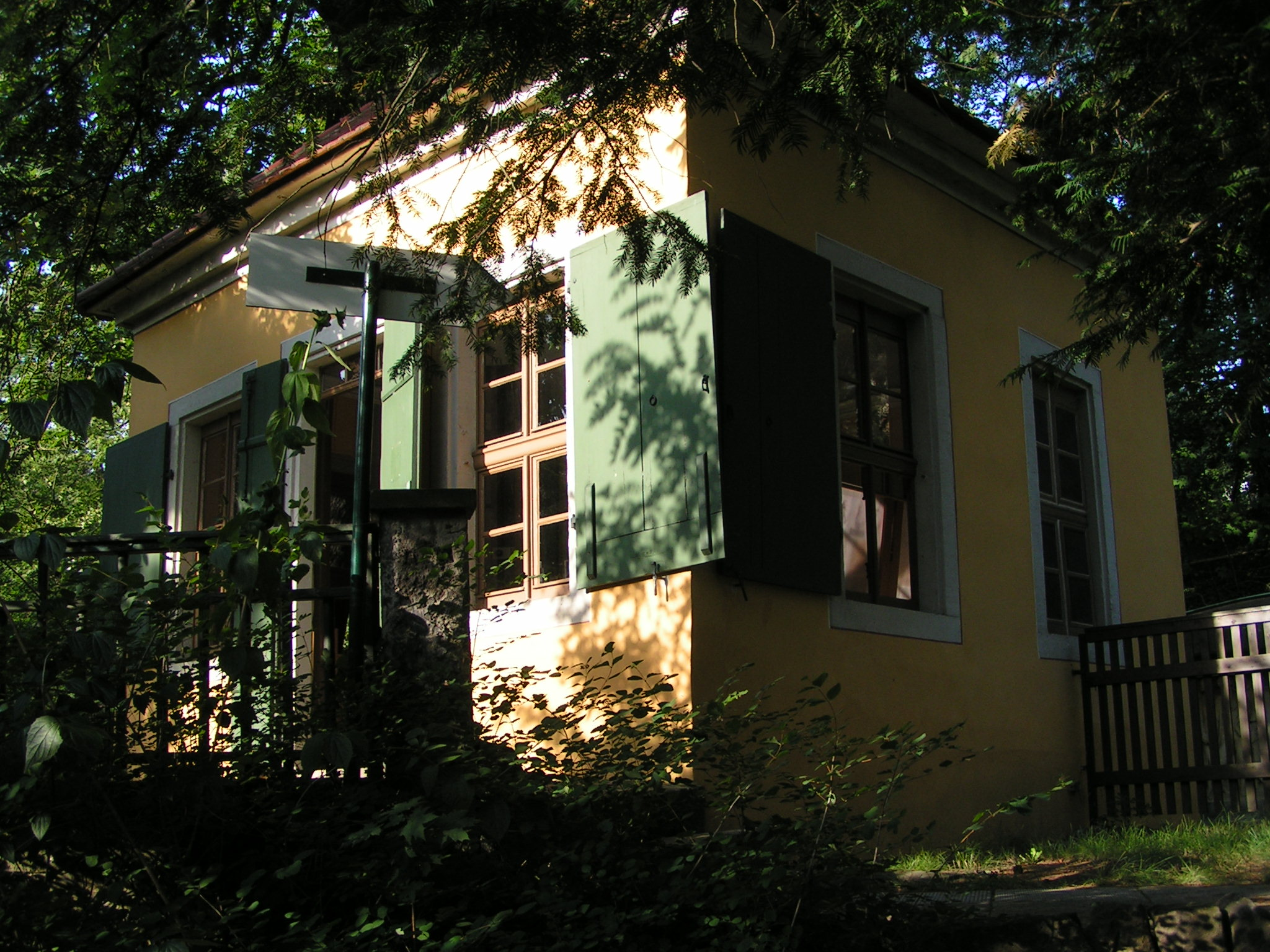
Das Schillerhäuschen auf dem Körnerschen Weinberg in Loschwitz bei Dresden, wo Schiller vom 13. September 1785 bis zum Sommer 1787 wohnte

Nach der beglückenden Begegnung mit dem späteren Freund Körner entstand im Sommer und Herbst 1785 die Ode An die Freude.
Während seines Aufenthaltes in Loschwitz lernte Schiller im gegenüber der Elbe gelegenen Dorf Blasewitz in einem Schankgut die Tochter des Gastwirts, Johanne Justine Segedin, kennen, die er später 1797 in Wallensteins Lager als „Gustel von Blasewitz“ verewigte. 1786 erschien in der zweiten Ausgabe der Zeitschrift Thalia die Erzählung Verbrecher aus Infamie. Eine wahre Geschichte, die später unter dem Titel Der Verbrecher aus verlorener Ehre veröffentlicht wurde. In der Zeit vom 17. April bis 21. Mai 1787 weilte Schiller in Tharandt bei Dresden und vollendete dort im Gasthof zum Hirsch seinen Don Karlos.
Am 21. Juli 1787 reiste Schiller nach Weimar und machte dort die Bekanntschaft von Herder, Wieland und dem ersten Kantianer Carl Leonhard Reinhold, der Schiller davon überzeugte, sein Kant-Studium mit dessen Schriften aus der Berlinischen Monatsschrift zu beginnen. Während einer Reise durch Rudolstadt lernte er Charlotte von Lengefeld und deren Schwester Caroline kennen, die unter ihrem Ehenamen Caroline von Wolzogen bekannt wurde, nachdem sie zunächst unter Pseudonym in Schillers Zeitschrift Die Horen den Roman Agnes von Lilien veröffentlicht hatte, der zeitweise Schiller oder Goethe zugeschrieben wurde. Im selben Jahr wurde auch das Drama Don Karlos gedruckt und sogleich aufgeführt. Die erste Begegnung Schillers und Goethes fand am 14. Dezember 1779 beim Stiftungsfest der Stuttgarter Karlsschule im Neuen Schloss statt. Nachdem Goethe 1788 von seiner Italienreise zurückgekehrt war, kamen beide Dichter zum ersten Mal in näheren Kontakt am 7. September 1788 im Garten der Familie von Lengefeld in Rudolstadt, wobei allerdings das Interesse an einem näheren Kennenlernen ausschließlich bei Schiller lag.

### Wirtschaftliche Konsolidierung 1789–1799
Im Jahr 1789 nahm Schiller eine außerordentliche Professur in Jena an – entgegen seinen Hoffnungen zunächst ohne Gehalt – und lehrte dort als Historiker, obgleich er Professor der Philosophie war. Qualifiziert hatte er sich insbesondere mit seiner Geschichte des Abfalls der vereinigten Niederlande von der spanischen Regierung. Die Nachricht, dass der beliebte Autor der Räuber seine Lehrtätigkeit in Jena aufnehmen sollte, löste wahre Begeisterungsstürme aus. Die ganze Stadt war in Aufruhr. Der Andrang interessierter Studenten zu seiner Antrittsvorlesung Was heißt und zu welchem Ende studiert man Universalgeschichte? am 26. Mai 1789 sprengte die Kapazität des Hörsaals, so dass die zahllosen Hörer kurzfristig in den größten Saal der Universität wechseln mussten. Als sich doch eine Verbesserung von Schillers wirtschaftlichen Verhältnissen durch die Professur abzeichnete – ab Februar 1790 bezog er ein Jahresgehalt in Höhe von 200 Talern vom Weimarer Herzog –, warb er im Dezember 1789 brieflich bei Louise von Lengefeld um die Hand ihrer Tochter Charlotte. Louise von Lengefeld willigte am 22. Dezember 1789 brieflich in die Heirat ein. Im selben Jahr erschien die erste Buchausgabe des fragmentarischen Romans Der Geisterseher, und Schiller freundete sich mit Wilhelm von Humboldt an.
Nach dem Aufgebot am Sonntag Invocavit, den 21. Februar 1790 heiratete Schiller am 22. Februar 1790 Charlotte von Lengefeld. Die Trauung vollzog – in dem seither Schillerkirche genannten Gotteshaus in Wenigenjena – der Kollege des Dichters, der Philosophieprofessor und Pfarrer Carl Christian Erhard Schmid. Es war die erste Trauung, die der Geistliche verrichtete.
Während eines Besuches bei seiner Schwester Christophine und seinem Schwager Reinwald in Meiningen verlieh Herzog Georg I. Friedrich Schiller den Titel Hofrat. Vieles deutete nun auf berufliche Verbesserungen und familiäres Glück hin.
Doch bereits gegen Jahresende erkrankte Schiller lebensgefährlich. Am 3. Januar 1791 erlitt er in Erfurt einen Zusammenbruch, krampfartigen Husten und zeitweilige Ohnmachten. Ende Januar und im Mai folgten weitere Anfälle. Schiller war vermutlich an Tuberkulose erkrankt, von der er zeitlebens nicht mehr genas. Das Gerücht von seinem Tod verbreitete sich im Lande und erreichte im Juni auch Kopenhagen, wo der Dichter Jens Immanuel Baggesen eine Gemeinde von Schiller-Bewunderern um sich versammelt hatte. Als man hörte, dass Schiller noch lebte, gewährten im Dezember desselben Jahres Ernst Heinrich Graf von Schimmelmann und Friedrich Christian von Augustenburg, Mitglieder des dänischen Freundeskreises, Schiller eine jährliche Pension von 1000 Talern, die auf drei Jahre befristet war – eine hochwillkommene Erleichterung der Lebenshaltung, die Schiller vorübergehend von den Pflichten des Broterwerbs befreite, sodass er sich ganz auf seine philosophischen und ästhetischen Studien konzentrieren konnte.
Im Jahre 1792 wurde Schiller für Die Räuber neben Friedrich Gottlieb Klopstock, Johann Heinrich Campe, Johann Heinrich Pestalozzi, George Washington und Tadeusz Kościuszko Ehrenbürger der Französischen Republik. Anlass war mehr Schillers Ruf als Rebell als sein tatsächliches Wirken. Er stand zwar der Französischen Revolution anfangs durchaus wohlwollend gegenüber, sah jedoch den Umschlag in die freiheits- und menschenverachtende Schreckensherrschaft der Jakobiner voraus und verabscheute die späteren Massenhinrichtungen im revolutionären Frankreich zutiefst.
Im selben Jahr vollendete er die Geschichte des Dreißigjährigen Krieges, und es erschienen die Werke Neue Thalia und Über die tragische Kunst. 1793 folgte die Schrift Über Anmut und Würde. Am 14. September wurde sein Sohn Karl geboren. 1794 lernte Schiller den Verleger Johann Friedrich Cotta kennen, der sich bereit erklärte, die Monatszeitschrift Die Horen und später den 1796 im ersten Band bei Salomo Michaelis in Neustrelitz erschienenen Musen-Almanach weiter herauszugeben.

### Freundschaftliche Verbindung mit Goethe

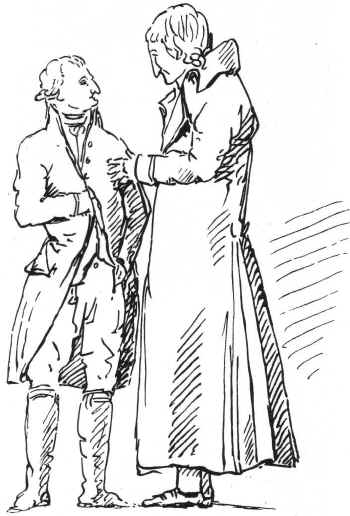
Goethe und Schiller im Gespräch. Karikatur von Johann Christian Reinhart (1804)

Ehe Goethe und Schiller zu dem legendären Freundespaar der Weimarer Klassik wurden, das sich fast täglich besuchte und nicht nur literarisch, sondern auch philosophisch und naturwissenschaftlich miteinander austauschte, sich half und gegenseitig motivierte, waren sie Konkurrenten. Goethe fühlte sich vom wachsenden Ruhm des Jüngeren bedrängt. Für ihn war Schiller zunächst nichts anderes als eine lästige Erinnerung an seine Werther-Zeit und den eigenen, inzwischen überwundenen Sturm und Drang. Und Schiller sah im bereits etablierten Goethe, der auf ihn bei der ersten, eigens von Charlotte von Lengefeld eingefädelten Begegnung (am 7. September 1788 in Rudolstadt) unnahbar und arrogant wirkte, eine „stolze Prüde, der man ein Kind machen muß, um sie vor der Welt zu demüthigen“. Was die beiden Rivalen später verband, war die gemeinsame Arbeit am eigenen Werk, denn sich wechselseitig im intensiven Austausch von Gedanken und Empfindungen zu befördern und selbst zu steigern war der erklärte Zweck dieser Freundschaft, deren Geschichte nicht weniger war als eine zehn Jahre währende „praktische Probe aufs Exempel der Bildungsidee im Zeitalter der Klassik“. Als Schiller starb, ging für Goethe eine Epoche zu Ende. Das Verhältnis war inzwischen so innig geworden, dass Goethe beim Tode Schillers – wie er in einem Brief an Carl Friedrich Zelter schrieb – die Hälfte seines Lebens, ja sich selbst zu verlieren glaubte.
Nachdem Schiller im Frühjahr 1794 nach Jena umgezogen war und im Sommer von Goethe die Zusage zur Mitarbeit an der Monatszeitschrift Die Horen erwirkt hatte, entwickelte sich der erste freundschaftliche Briefwechsel zwischen den beiden. Als Schiller am 23. August 1794 seinen zweiten Brief an Goethe geschrieben hatte, wurde Schiller im September 1794 von Goethe nach Weimar eingeladen und verbrachte zwei Wochen in dessen Haus. Er behielt dabei seinen gewohnten Tagesablauf bei, das hieß, er schlief bis mittags und arbeitete nachts. Im Wissen um Schillers konservative Moral vertuschten Goethe und seine langjährige Lebensgefährtin Christiane Vulpius ihre „wilde Ehe“. Christiane und ihr fünfjähriger Sohn August blieben im eigenen Haus unsichtbar. Schiller bezeichnete die Beziehung zur Mademoiselle Vulpius als Goethes „einzige Blöße“ und kritisierte ihn in einem Brief für seine „falschen Begriffe über das häusliche Glück“. Goethe sprach von seinem „Ehestand ohne Zeremonie“. Schillers Leidenschaft für das Kartenspiel und den Tabak störte Goethe, der Freunden gegenüber mitunter boshaft sein konnte; die oft kolportierte Anekdote, Schiller habe nur beim Geruch fauler Äpfel dichten können, stammt ebenfalls von ihm.
1795 erschienen Die Horen zum ersten Mal. An der Zeitschrift wirkten die berühmtesten Schriftsteller und Philosophen der Zeit mit. Dazu gehörten unter anderem Herder, Fichte, August Wilhelm Schlegel, Johann Heinrich Voß, Friedrich Hölderlin, Wilhelm von Humboldt und dessen Bruder, der Naturwissenschaftler Alexander von Humboldt. Außerdem vollendete Schiller im selben Jahr auch die Abhandlung Über naive und sentimentalische Dichtung und seine Elegie Der Spaziergang.
1796 starben sowohl Schillers Vater als auch seine Schwester Nanette. Sein zweiter Sohn Ernst wurde geboren. Von 1796 bis 1800 gab Schiller die Literaturzeitschrift Musenalmanach heraus, an der unter anderen Goethe, Herder, Tieck, Hölderlin und August Wilhelm Schlegel mitarbeiteten. 1797 erschienen im Musenalmanach für das Jahr 1797 die Xenien, in denen Schiller und Goethe gemeinsam literarische Missstände verspotteten.

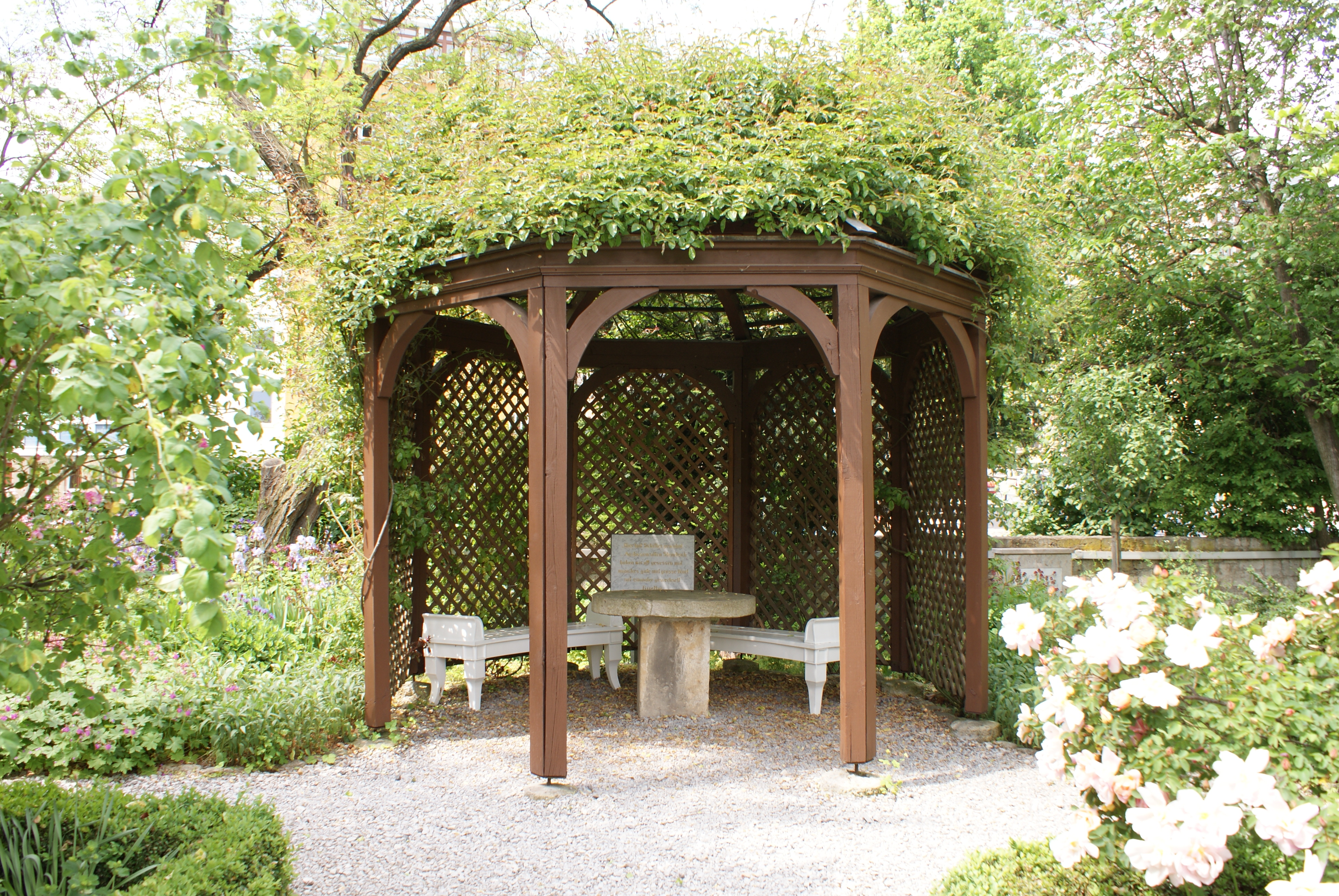
Steintisch, an dem Schiller oft mit Goethe zusammensaß, im Garten seines Gartenhauses in Jena

Im März 1797 erwarb Schiller ein Gartenhaus in Jena. Dort verbrachte er mit seiner Familie die Sommer der Jahre 1797 bis 1799.
Das Jahr 1797 wird als das „Balladenjahr“ bezeichnet, da in jenem Jahr viele Balladen Goethes und Schillers entstanden. Besonders Schiller war äußerst produktiv: Der Taucher, Der Handschuh, Der Ring des Polykrates, Ritter Toggenburg, Der Gang nach dem Eisenhammer, Die Kraniche des Ibykus; 1798 folgten die Balladen Die Bürgschaft und Der Kampf mit dem Drachen. Schiller wurde außerdem im selben Jahr endlich die Urkunde zugestellt, die ihn zum Ehrenbürger der Französischen Republik machte.

### Kant und Schiller
Um 1791 wurde in Schillers Werk der Einfluss der Kantischen Philosophie – vor allem der Ästhetik aus der Kritik der Urteilskraft – immer deutlicher.

#### Metaphysik und Ethik

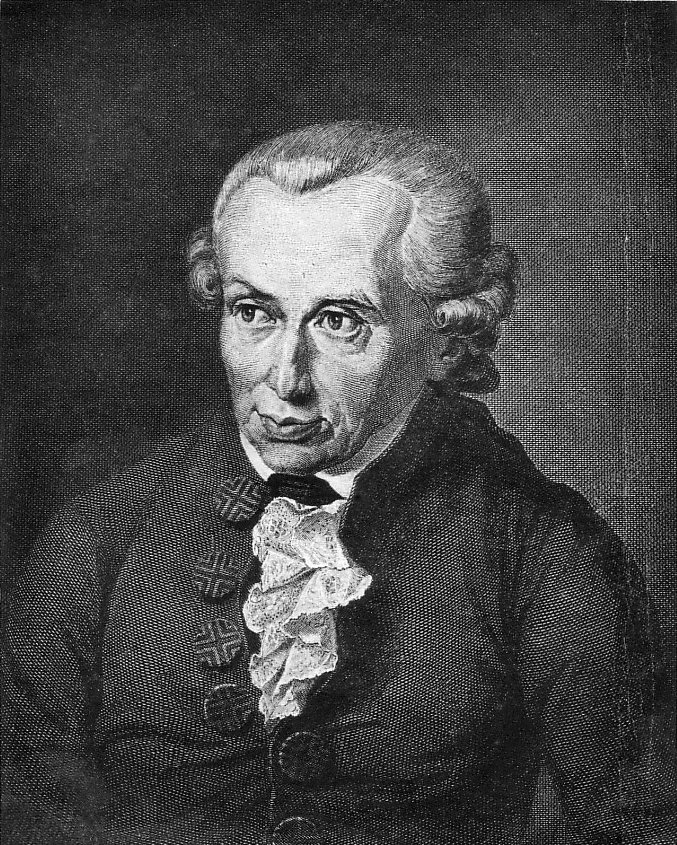
Immanuel Kant

Kant hatte die dogmatische Form der Metaphysik, in die „verliebt zu sein“ er „das Schicksal“ hatte, mit seiner Kritik der reinen Vernunft überwunden. Metaphysik, sofern sie wissenschaftlich auftreten wolle, könne nur noch als kritische Begrenzung dessen verstanden werden, wonach die grübelnde Vernunft von jeher gesucht habe, den unvermeidlichen Fragen nach Gott, Freiheit und Unsterblichkeit. Letztlich könne die Vernunft nicht, wie von der dogmatischen Metaphysik lange behauptet, über die Erfahrung hinaus sichere Angaben über diese Ideen machen, sondern allenfalls die Bedingungen der Möglichkeit der Erfahrung – und dies heißt auch der Grenzen des Erkennens – aufzeigen. Nicht die Dinge an sich werden erfasst, sondern ihre Erscheinungen. Was der Mensch aber von sich aus – a priori – hineinträgt, waren nach Kant Anschauungsformen und Kategorien des Verstandes. Davon unterschied Kant die Vernunft, genauer die Ideen der Vernunft, die eine lediglich „regulative“ Funktion haben und mithin in der empirischen Wirklichkeit nicht „dargestellt“ werden. Nur in Form einer Analogie war eine indirekte Darstellung möglich. Aus dieser Perspektive erklärt sich Kants Bestimmung des Schönen als „Symbol des Sittlichguten“.
Nach Kant konnte eine Handlung, die auf Neigung beruht, nicht moralisch sein, da in diesem Fall die Bestimmungsgründe des Willens heteronom waren, mithin von äußerlichen Faktoren abhingen und nicht Ausdruck der Freiheit sein konnten. Bei einer freien Handlung bejaht das Subjekt das Moralgesetz des kategorischen Imperativs aus Einsicht unter Vermittlung des „vernunftgewirkten“ Gefühls der „Achtung vor dem Gesetz“.
Die Kantische Ethik wendet sich gegen den Eudämonismus, der die Tugend als Quelle von Glücksgefühlen betrachtet. Man handelt nicht moralisch, um sich gut zu fühlen, sondern im Bewusstsein der Freiheit (der autonomen Spontaneität) vor dem Sittengesetz spürt man – als Folge, nicht als Ziel – ein Gefühl der Befriedigung und Freude. Dieses Wohlgefallen der Tugend nannte Kant „Selbstzufriedenheit“. Wenn der Mensch sich der moralischen Maximen bewusst ist und ihnen – ohne Neigung – folgt, spürt er den „Quell einer […] damit verbundenen […] unveränderlichen Zufriedenheit“. „Neigung ist blind und knechtisch, sie mag nun gutartig sein oder nicht.“ Selbst das Mitleid scheint Kant dabei „lästig“, wenn es der Überlegung, was Pflicht sei, vorhergeht.

#### Ethik und Ästhetik
In der Kritik der Urteilskraft erklärte Kant die Schönheit in ihrer Wirkung auf das Subjekt und unterschied zwei Formen des „Wohlgefallens“. Das Wohlgefallen war erstens „interesselos“, also nicht in der Vorstellung der Existenz des schönen Gegenstandes begründet und zweitens auf ein Wohlgefallen der inneren Zweckmäßigkeit des schönen Gegenstandes bezogen, ohne damit eine praktische Absicht – etwa im Gebrauch des Gegenstandes – zu verbinden.
Das freie Geschmacksurteil ist nach Kant eine schöpferische Leistung des Rezipienten. Körner machte Schiller 1791 darauf aufmerksam, dass Kant Schönheit nur von der Wirkung auf das Subjekt beschreibe, die Unterschiede schöner und hässlicher Objekte hingegen nicht untersuche. Fast zwei Jahre später begann Schiller seine Antworten auf diese Fragen zu formulieren. Als „Gehaltsästhet“ definierte er die Schönheit auch als Produkt des Geistes in Form des Kunstschönen. In einem Brief an Körner schrieb er 1792, den „objektiven Begriff des Schönen, an welchem Kant verzweifelt“, gefunden zu haben, schränkte diese Hoffnung später aber wieder ein.
Im ersten der Kallias-Briefe vom 25. Januar 1793 war für Schiller die Schwierigkeit, „einen Begriff der Schönheit objektiv aufzustellen und ihn aus der Natur der Vernunft völlig a priori zu legitimieren […] fast unübersehbar“. Schönheit wohne „im Feld der Erscheinungen“, wo kein Raum sei für platonische Ideen. Schönheit sei eine Eigenschaft der Dinge, der Erkenntnisgegenstände, und ein „Ding ohne Eigenschaften“ sei unmöglich. Schiller formulierte hier auch seine berühmt gewordene Formel, Schönheit sei „Freiheit in der Erscheinung“.
In seiner philosophischen Abhandlung Über Anmut und Würde, der ersten großen Reaktion auf Kant, in der er seine Gedanken – wenn auch rhapsodisch, nicht systematisch-deduktiv – formulierte, schrieb Schiller: „In der Kantischen Moralphilosophie ist die Idee der Pflicht mit einer Härte vorgetragen, die alle Grazien davon zurückschreckt und einen schwachen Verstand leicht versuchen könnte, auf dem Wege einer finstern und mönchischen Asketik die moralische Vollkommenheit zu suchen. Wie sehr sich auch der große Weltweise gegen diese Mißdeutung zu verwahren suchte, […] so hat er […] doch selbst durch die strenge und grelle Entgegensetzung beider auf den Willen des Menschen wirkenden Prinzipien einen starken (obgleich bei seiner Absicht vielleicht kaum zu vermeidenden) Anlass dazu gegeben.“
Im Gegensatz zu Kant vertrat er das Ideal einer Moralität, das Neigung und Pflicht zu verbinden suchte. Diese Möglichkeit sah er im Bereich des Ästhetischen. Durch die Kunst sollten sich die geistigen und sinnlichen Kräfte harmonisch ausbilden. Die Ästhetik sei der Weg, über den der sinnliche Mensch vernünftig gemacht werde.
„In einer schönen Seele ist es also, wo Sinnlichkeit und Vernunft, Pflicht und Neigung harmonisieren, und Grazie ist ihr Ausdruck in der Erscheinung.“
Freiheit im Kantischen Sinne bedeutet für das Subjekt, frei von Fremdbestimmungen und sein eigener Gesetzgeber zu sein. Diese Selbstbestimmung nun erscheint für Schiller in der Autonomie des Kunstwerkes. In seiner Harmonie scheint es keinem äußeren Zweck, sondern nur seinen eigenen, inneren Gesetzen zu folgen. Während Kant das Schöne aus der Perspektive des betrachtenden Menschen bestimmt, konzentriert sich Schiller auch auf das Wesen des schönen Kunstgegenstandes.
Schiller wollte einen Schönheitsbegriff etablieren, der Natur und Vernunft, Sinnenwelt und moralische Welt vermittelte. Schönheit sei ohne sinnliche Erscheinung unmöglich, das sinnliche Material – die Kunst – war aber nur dann schön, wenn es der Idee der Vernunft entsprach. Die Schönheit war daher als die „Bürgerin zweier Welten anzusehen, deren einer sie durch Geburt, der anderen durch Adoption angehört; sie empfängt ihre Existenz von der sinnlichen Natur, und erlangt in der Vernunftwelt das Bürgerrecht“.
Um das Verhältnis zwischen Kant und Schiller zu verdeutlichen, wurde vielfach auf das berühmte Distichon „Gewissensskrupel“ verwiesen: „Gerne dien ich den Freunden, doch tu ich es leider mit Neigung / Und so wurmt es mir oft, dass ich nicht tugendhaft bin.“
Schiller betrachtete Kant hingegen nicht als Gegner, sondern als Bundesgenossen und wies selbst auf „Missverständnisse“ der Lehren Kants hin. Vor allem das Zusammenspiel von rationalen und sinnlichen Elementen bewertete Schiller anders als Kant. Während Kant darin lediglich eine unter vielen Pflichten sah, schien es Schiller als wesentlich für die Tugend. Das Distichon spiegelt also Schillers Meinung über Kants Ethik nicht ernsthaft wider.

### Weimarer Jahre ab 1799

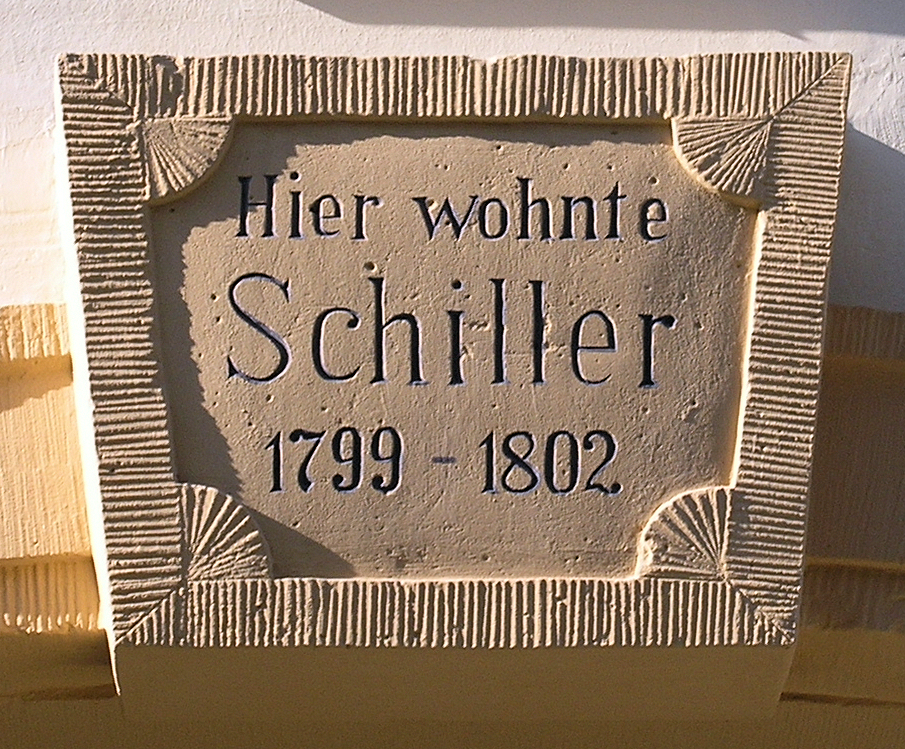
Gedenktafel am Haus Windischenstraße 8 in Weimar

Am 11. Oktober 1799 wurde seine Tochter Caroline Henriette Luise geboren, und am 3. Dezember zog Schiller mit seiner Familie nach Weimar. In diesem Jahr vollendete Schiller den Wallenstein und Das Lied von der Glocke.
1800 beendete er die Arbeit an dem Drama Maria Stuart, 1801 Die Jungfrau von Orléans. Sein Gedicht Der Antritt des neuen Jahrhunderts erschien. 1802 kaufte er ein an der Weimarer Esplanade gelegenes Haus, das er am 29. April 1802 bezog. Am selben Tag starb seine Mutter. Im selben Jahr beantragte der Herzog von Sachsen-Weimar am Wiener Kaiserhof für Schiller die Erhebung in den Reichsadelsstand. Dem Antrag wurde am 7. September 1802 stattgegeben. Schiller wurde von Kaiser Franz II. nobilitiert und ihm am 16. November 1802 das Adelsdiplom überreicht. Von nun an durfte er sich Friedrich von Schiller nennen. Das verliehene Wappen zeigt einen von Gold und Blau geteilten Schild, oben ein aufgerichtetes, silbernes Einhorn, unten ein goldener Querbalken. Ein Turnierhelm ist von einem Lorbeerkranz geschmückt, der andere Helm von einem Einhorn bekrönt. Die Kosten für die Nobilitierung betrugen 400 Gulden und wurden von der Weimarschen Staatskasse getragen.

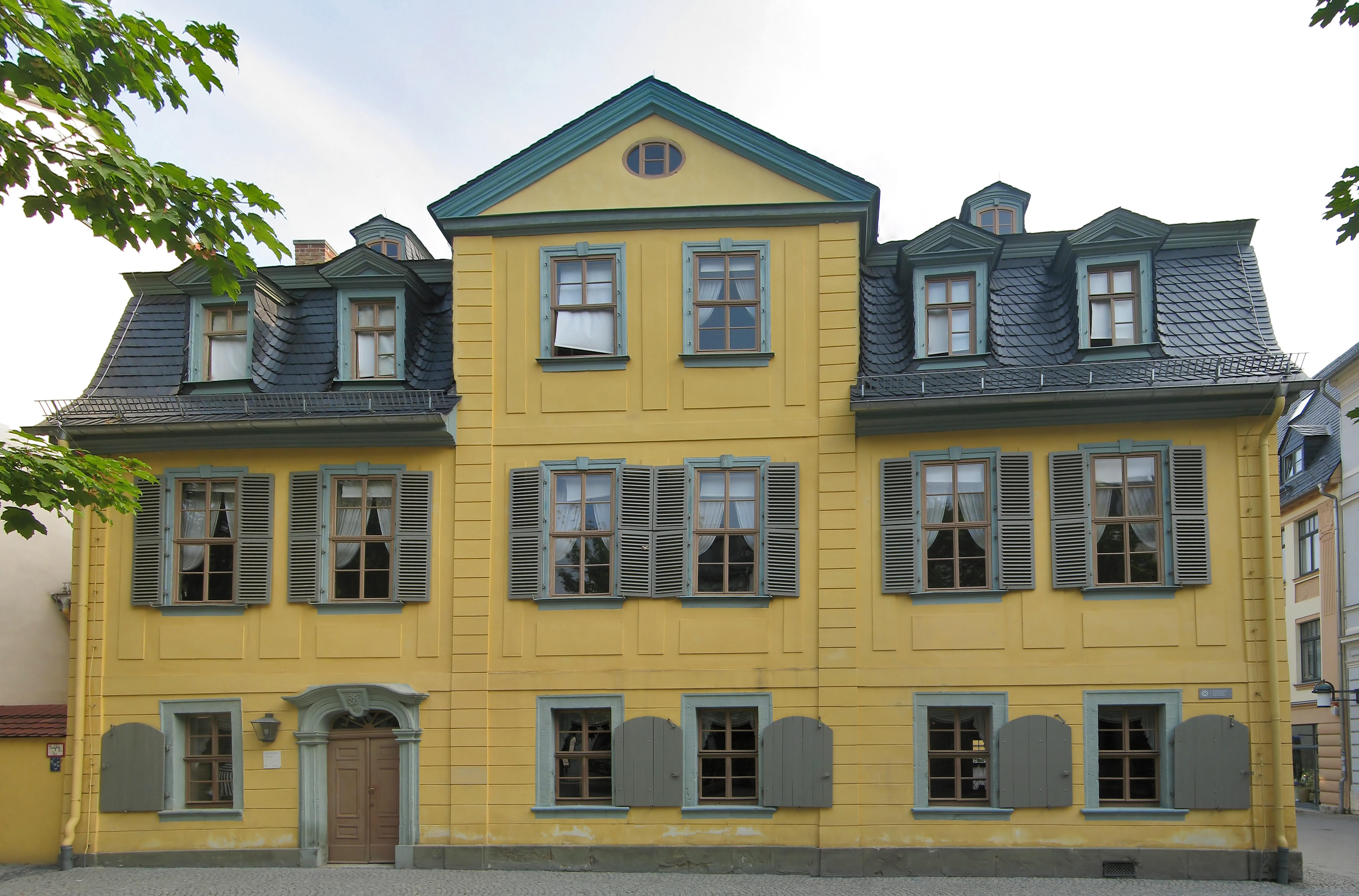
Schillers Wohnhaus in der heutigen Schillerstraße in Weimar

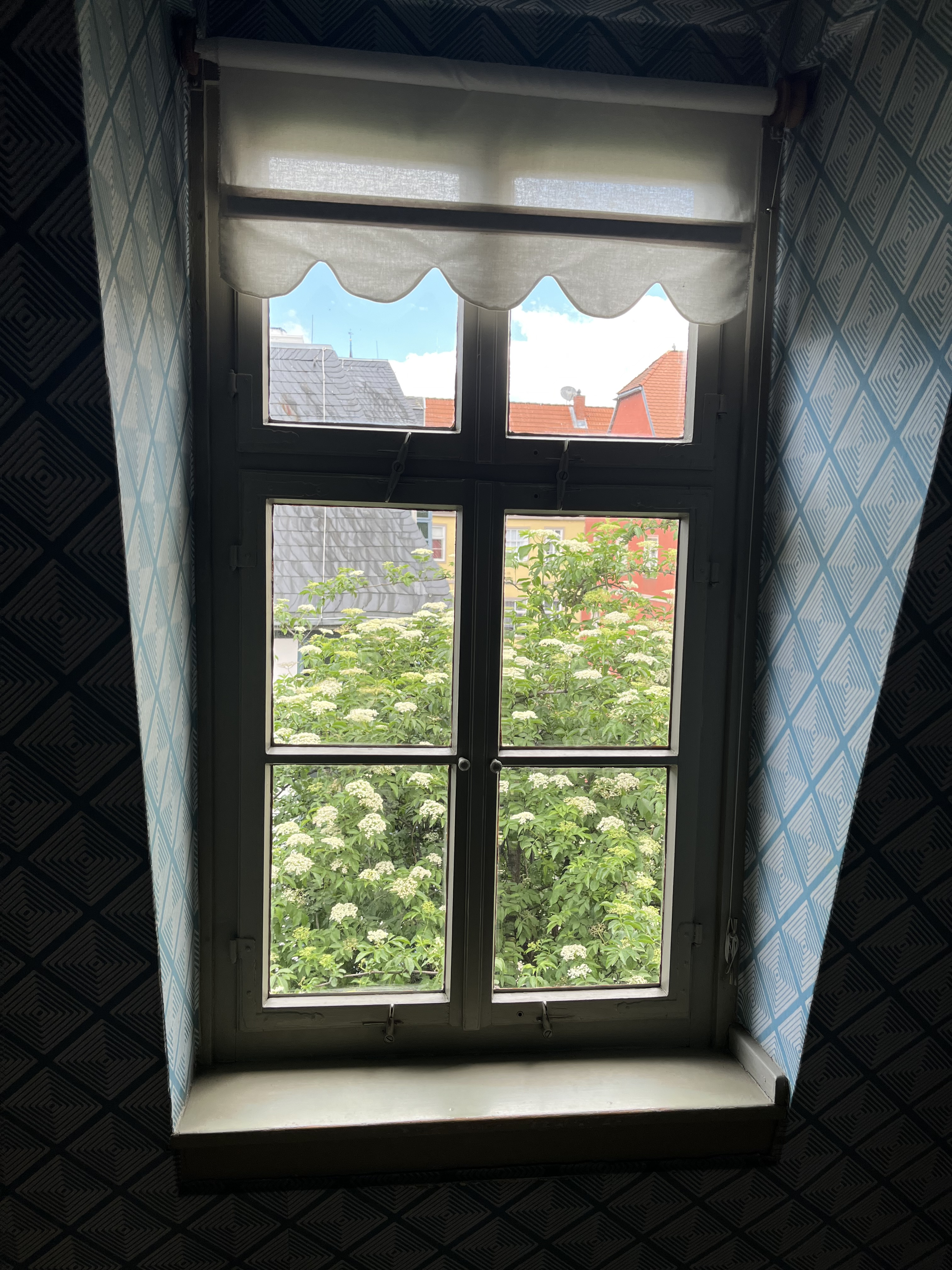
Aussicht vom Schlafzimmer des Dichters.

1803 beendete Schiller seine Arbeiten an dem Drama Die Braut von Messina. Am 18. Februar 1804 vollendete er den Wilhelm Tell und begann sogleich mit seinen Arbeiten zum Demetrius, den er allerdings nicht mehr abschließen sollte. Am 25. Juli 1804 wurde seine Tochter Emilie Friederike Henriette geboren. Er erkrankte in dieser Zeit immer häufiger.

### Tod 1805
Eine Zeitung verbreitete wenige Monate vor Schillers Tod die Falschmeldung, er sei verstorben. Doch im Februar 1805 erkrankte Schiller tatsächlich schwer –, er traf am 1. Mai zum letzten Mal mit Goethe auf dem Weg ins Hoftheater Weimar zusammen. Noch kurz vor seinem Tod vollendete Schiller die Übersetzung von Jean Racines klassischer Tragödie Phèdre (1677).
Am 9. Mai starb Friedrich Schiller im Alter von 45 Jahren an einer vermutlich durch eine Tuberkuloseerkrankung hervorgerufenen akuten Lungenentzündung in Weimar. Wie die Obduktion ergab, war Schillers rechter Lungenflügel völlig zerstört. Auch die Nieren waren fast aufgelöst. Der Herzmuskel hatte sich zurückgebildet und Milz und Galle waren stark vergrößert. Die Obduktion führten Wilhelm Ernst Christian Huschke und Gottfried von Herder durch. Ferdinand Jagemann zeichnete Schiller auf dem Totenbett. Johann Christian Ludwig Klauer fertigte seine Totenmaske.

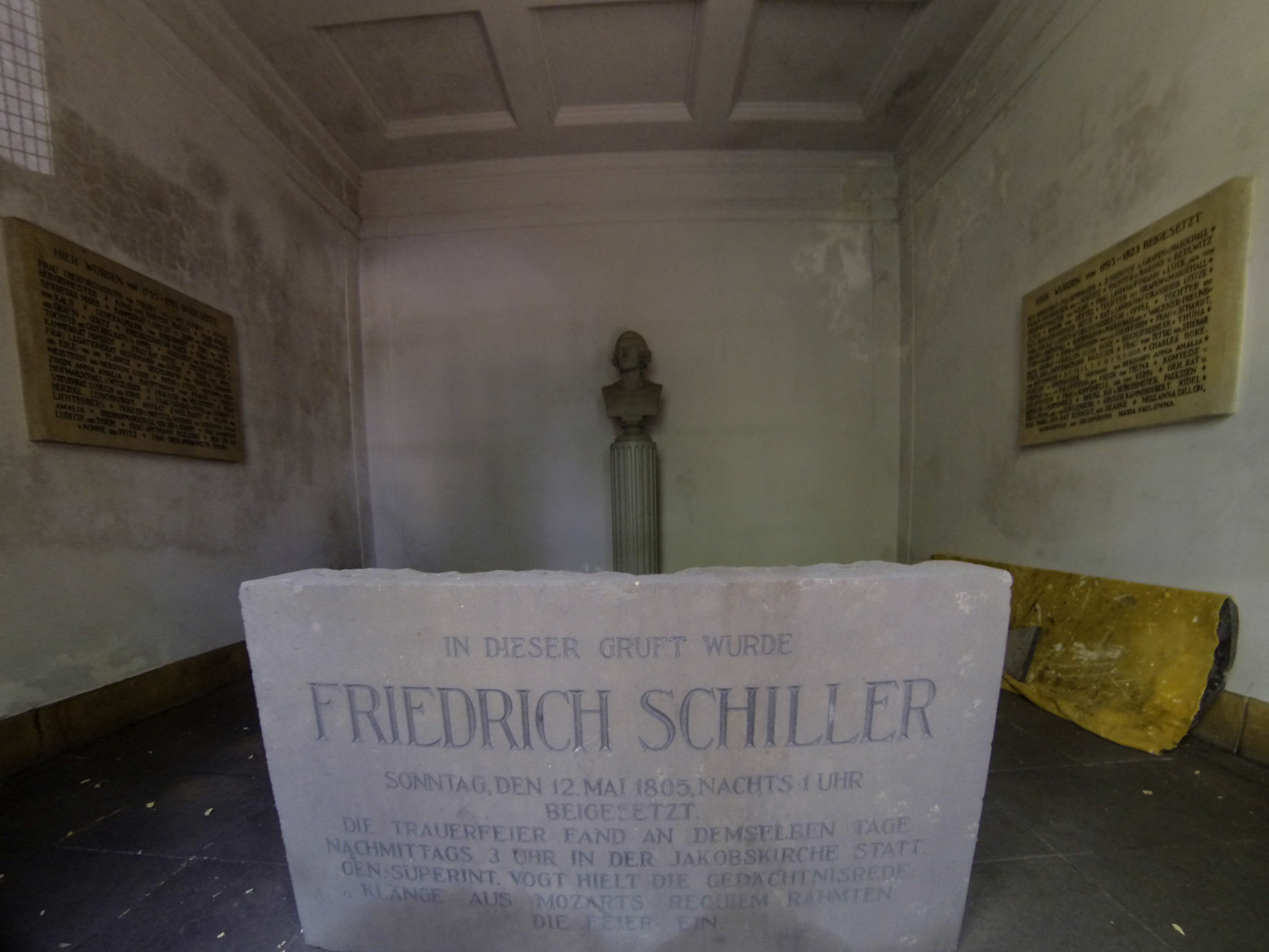
In der Nacht zum 12. Mai 1805 wurde Friedrich Schiller auf dem Friedhof der Jakobskirche in Weimar beigesetzt.

Schillers Leichnam wurde zunächst im Kassengewölbe auf dem Jacobsfriedhof Weimar beigesetzt. 1826 sollten seine Gebeine geborgen werden. Man konnte sie allerdings nicht mehr identifizieren. Daraufhin brachte man diejenigen Gebeine, die am ehesten in Frage kamen, in die Herzogin Anna Amalia Bibliothek. Im Herbst 1826 entlieh sich Goethe von dort heimlich den Schädel. Nur seinen Freund Wilhelm von Humboldt weihte er ein, der es jedoch weitererzählte. Im Anblick des Schädels schrieb Goethe das Gedicht Bei Betrachtung von Schillers Schädel. Die sterblichen Überreste wurden am 16. Dezember 1827 in die Fürstengruft auf dem neuen Weimarer Friedhof überführt, wo später auch Goethe auf eigenen Wunsch „an Schillers Seite“ bestattet wurde.

### Schillers Gebeine

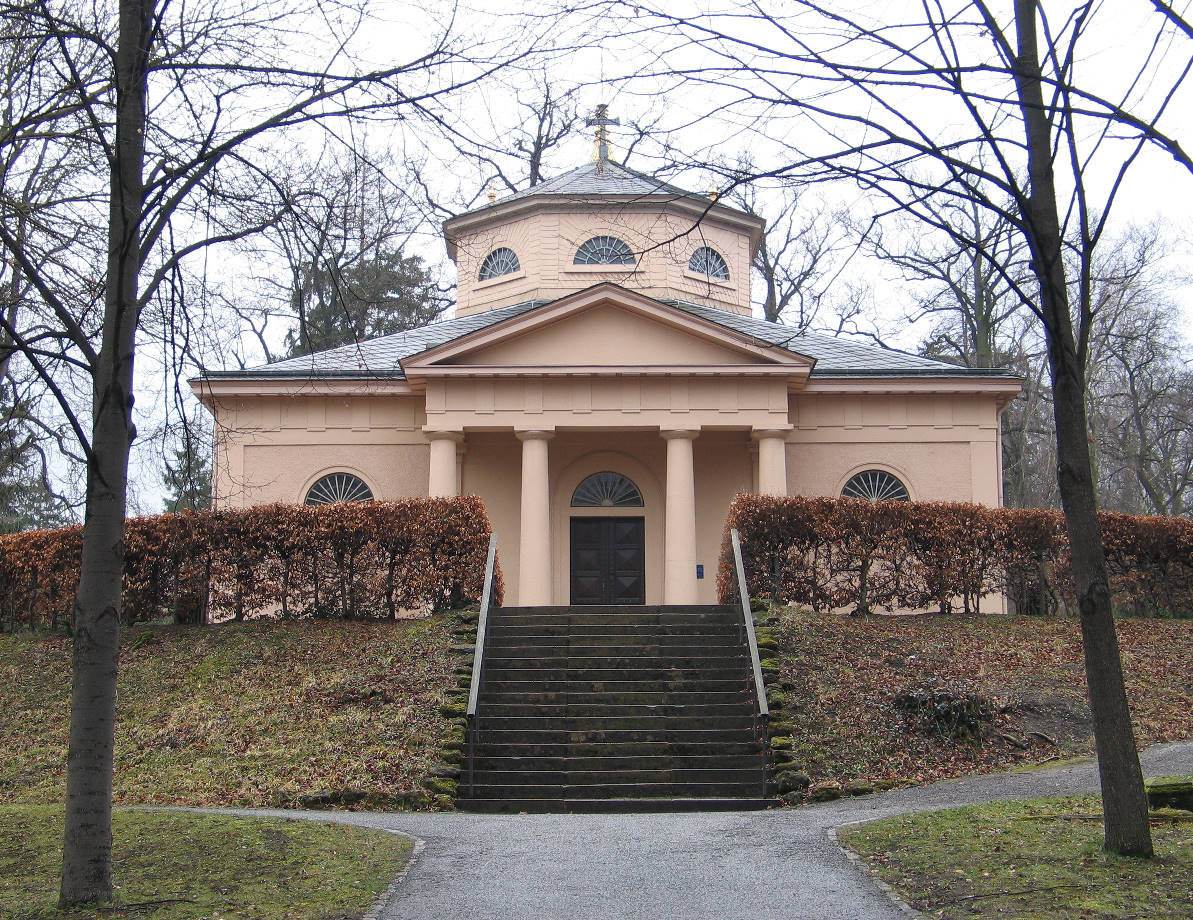
Die Fürstengruft Weimar auf dem Historischen Friedhof in Weimar.

1911 wurde ein weiterer Schädel gefunden, der ebenfalls Schiller zugeschrieben wurde. Jahrelang stritt man, welcher der richtige sei. Um dies zu klären, wurde im Auftrag des Mitteldeutschen Rundfunks (MDR) und der Klassik Stiftung Weimar das Forschungsprojekt „Der Friedrich-Schiller-Code“ gestartet, in dessen Rahmen geklärt werden sollte, ob einer der beiden als Schillerschädel ausgezeichneten Totenköpfe in der Weimarer Fürstengruft wirklich der von Schiller sei. Im Frühjahr 2008 kam man zu dem Ergebnis, dass keiner der beiden Schädel Schiller zugeordnet werden könne. Dies brachten aufwendige DNA-Analysen der Gebeine von Schillers Schwestern und der Vergleich dieser DNA mit der aus den Zähnen der beiden Fürstengruft-Schädel zutage.
Zeitgleich fand eine Gesichtsrekonstruktion an dem bisher als authentisch geltenden Schädel statt. Diese ergab eine Ähnlichkeit mit dem Gesicht Schillers, obwohl die Wissenschaftlerin das Ziel des Projekts nicht kannte. Da die von zwei unabhängigen Laboren durchgeführten DNA-Analysen jedoch als eindeutig gelten, wurde dem Ergebnis der Gesichtsrekonstruktion wenig Beachtung geschenkt. Das bisher in Schillers Sarg befindliche Skelett wurde ebenfalls untersucht. Dessen Teile können mindestens drei verschiedenen Personen zugeordnet werden; die DNA der Schillerschädel stimmt nicht mit der DNA der Skelettteile überein.
So hat sich die Klassik Stiftung Weimar entschlossen, Schillers Sarg leer in der Fürstengruft zu belassen. Nach dem wahren Schädel soll von Seiten der Stiftung nicht weiter gesucht werden. Auch Wissenschaftler der Universität Freiburg haben die Suche nach dem echten Schädel nach umfangreichen Untersuchungen der Schädelsammlung der Eberhard Karls Universität Tübingen ergebnislos beendet.

## Werk

### Lyrik

#### Entwicklung
Die frühe Lyrik Schillers war zunächst von Vorbildern wie Klopstock und Schubart bestimmt. Kenntnisse der Bibel, des Ossian und die Lektüre der Dichter Ovid, Horaz, Shakespeare und des jungen Goethe ließen formale und sprachliche Spuren zurück, die einfach zu erkennen sind. Zwei Eigenschaften machten ihn vor allem beim jüngeren und begeisterungswilligen Publikum bald sehr beliebt: Die kraftvollen und heftigen Sprachgebärden und sein Gespür für die großen aktuellen Themen der Gesellschaft und Menschheit. Seine erste Gedichtsammlung ist die Anthologie auf das Jahr 1782, die außer eigenen Gedichten auch solche anderer schwäbischer Nachwuchsschriftsteller bot. Mit dieser Ausgabe schuf er ein rebellisches Gegenstück zu Stäudlins Schwäbischem Musenalmanach auf das Jahr 1782, der ihm epigonal und harmlos erschien. Origineller und provokativer sollte die zeitgenössische Dichtung Schwabens sein. Tatsächlich vollführt Schiller in seinen eigenen Gedichten dieser Sammlung kühne lyrische Experimente – insbesondere in seinen Laura-Gedichten. Gerade die Laura-Gedichte unterfüttern die literarische Provokation, die er mit seiner Anthologie plante, mit philosophischer Tiefenschärfe. Drei Jahre später entstand Schillers Ode An die Freude. Sie ist das bekannteste Gedicht aus seiner Zeit in Leipzig und Dresden, führt kosmologische Anschauungen aus den Laura-Gedichten der Anthologie fort und spiegelt die vergleichsweise glückliche Phase im Körner-Kreis. Neben Ludwig van Beethovens berühmter Fassung im vierten Satz der 9. Sinfonie wurde sie mehr als 100 Mal vertont.
Waren viele seiner späteren klassischen Verse äußerst populär und einflussreich, zeigten sich schon mit Beginn des 19. Jahrhunderts kritische bis ablehnende Stimmen und führten zu einer letztlich ambivalenten Beurteilung. Auch Schiller selbst überraschte durch einige teilweise rigorose Selbsteinschätzungen, in denen er sein eigenes Werk abwertete und dessen Bedeutung hinterfragte. In einem Brief an Körner etwa schrieb er 1796: „[…] gegen Göthen bin ich und bleib ich eben ein poetischer Lump.“
Er sehe das „lyrische Fach“ eher als „ein Exilium, als für eine eroberte Provinz“ an. Es sei das „kleinlichste und undankbarste unter allen.“ Gelegentlich schreibe er noch einige Verse, obwohl die Mühe, die das Werk Die Künstler gekostet habe, ihn von weiteren Versuchen abschrecke, während er durchaus noch einige Dramen schreiben werde.
Auf der anderen Seite sah man in vielen seiner häufig populären Werke etwas Musterhaftes, weniger wegen ihrer genuin poetischen Qualitäten, sondern weil sich in ihnen etwas Zeittypisches finden ließ. Die leidenschaftlichen Gedichte der zunächst noch anonym veröffentlichten Anthologie auf das Jahr 1782 schlossen die Geniezeit des Sturm und Drang ab. Einige der folgenden Werke, die der mittleren Periode zugerechnet werden, waren vom Geist der Spätaufklärung bestimmt und leiteten zu den Gedichten der Weimarer Klassik über, deren Einordnung als Gedankenlyrik sich für Schiller als problematisch erwies: Gerade sie führte gegenüber der Erlebnisdichtung Goethes zu negativen Bewertungen und beeinflusste die spätere Rezeption. Viele seiner Balladen waren beim breiten Publikum hingegen äußerst beliebt und riefen Nachahmungen hervor, die bald der Vergessenheit anheimfielen. Lediglich Friedrich Hölderlin sticht hier als ebenso originelle wie tragische Dichterpersönlichkeit hervor, indem die Nähe zu Schiller ihn nicht einengte, sondern wirkungsmächtig beflügelte. Bezeichnenderweise schließt Hölderlin dabei gerade an Schillers frühe Gedankenlyrik an, und nicht etwa an seine 'klassischen' und später sehr populären Balladen. Bereits in seinen frühen Gedichten stimmt Hölderlin gezielt in den Überbietungswettbewerb ein, in welchem Schillers frühe Laura-Gedichte entstanden waren, um in der Auseinandersetzung mit Schillers Lyrik eine eigene Position in der schwäbischen Dichtung zu entwickeln.

#### Schiller und Goethe
Während Goethes Lyrik auf das unmittelbare Anschauen der Dinge zurückgeführt und die einfache Schönheit seiner Verse gelobt wird, sehen Kritiker bei Schiller häufig den überanstrengten Willen, philosophische Prinzipien und gesellschaftliche Forderungen in Verse zu gießen und dabei Klischees und Plattitüden zu produzieren.

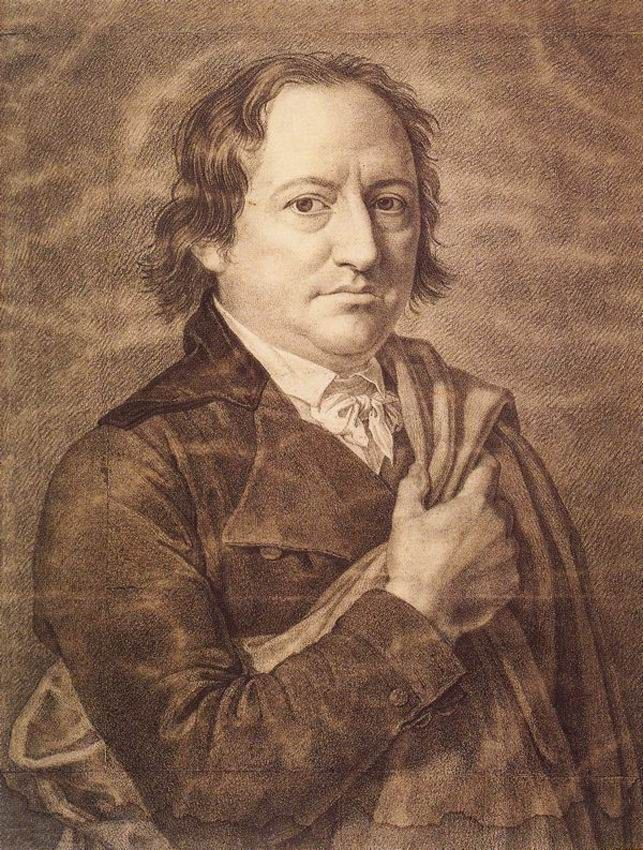
Johann Wolfgang von Goethe
Kreidezeichnung von Friedrich Bury, 1800

Gerade die theoretisch differenziertere Basis seiner Lyrik versuchte Schiller später gegenüber Goethe fruchtbar zu machen. So verfolgte er mit seiner letzten großen philosophischen Schrift Über naive und sentimentalische Dichtung auch das Ziel, seine eigene Dichtung zu reflektieren und zu rechtfertigen. Empfand er sie im Vergleich zu ihm einerseits als defizitär, betrachtete er sie andererseits wegen ihrer philosophischen Grundierung als fortschrittlicher. Der schmerzhafte Vergleich mit dem als Olympier stilisierten Dichter, den er viele Jahre im Stillen gehasst hatte, führte ihn so zur selbstkritischen Frage, ob er nach jahrelanger philosophischer Spekulation vielleicht gar der „bessere Dichter“ sein könne. Einer reflektierten und sentimentalischen Dichtung stellte er die naturhafte und naive gegenüber. Während der naive Dichter, als dessen Inbegriff Goethe erscheint, im „Zustand natürlicher Einfalt“ die Wirklichkeit nachahmt und sich auf das Schöne bezieht, stellt der sentimentalische im „Zustand der Kultur“ das Ideal dar.

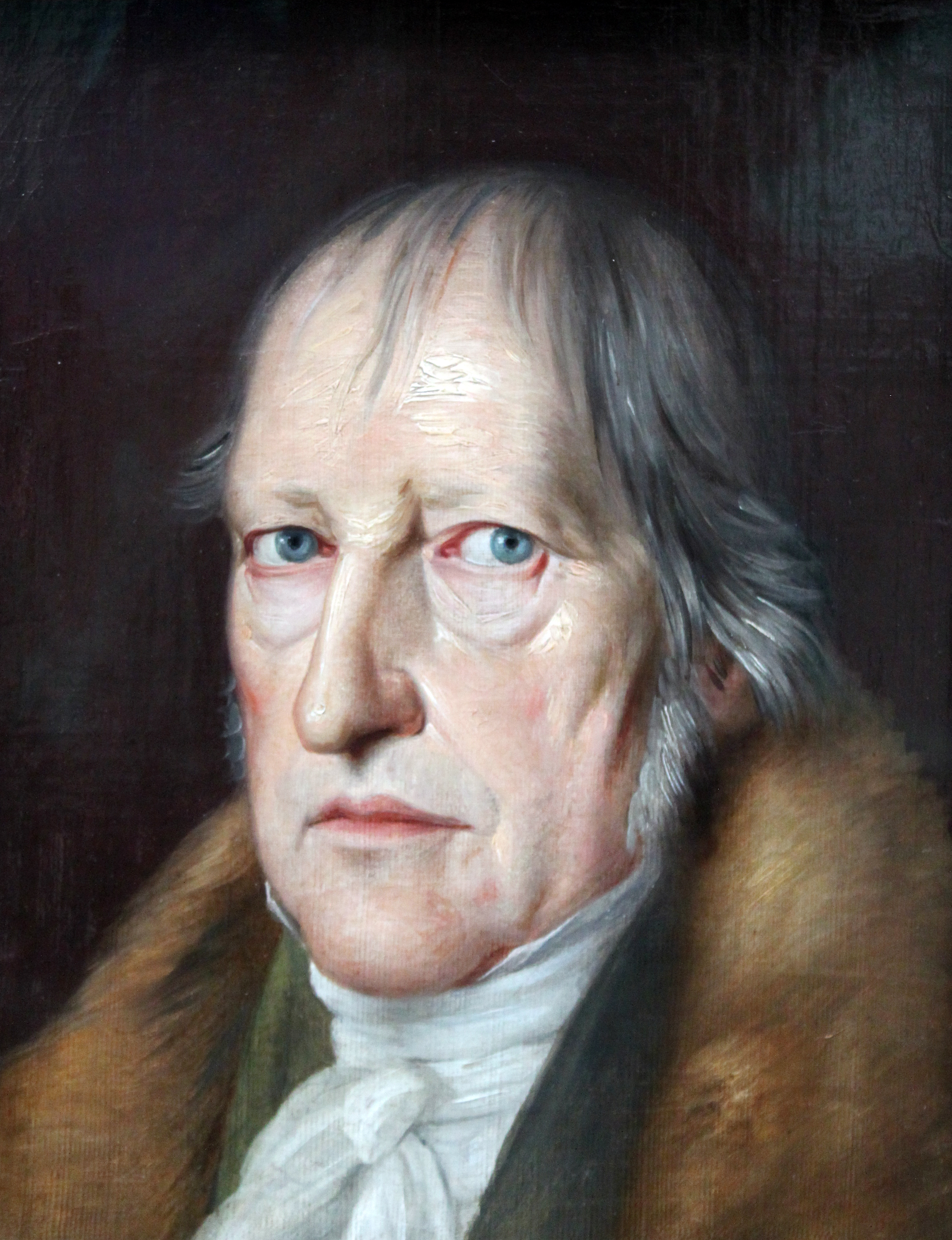
Jakob Schlesinger: Bildnis Georg Wilhelm Friedrich Hegel, 1831

Bereits Hegel ging in seinen Vorlesungen über die Ästhetik auf Unterschiede der Lyrik Goethes und Schillers ein und kam zu einem Urteil, das im Vergleich zu den späteren Worten Nietzsches und Adornos weitaus milder ausfiel. Er warnte davor, Schiller gegenüber Goethe herabzusetzen. Zwar erkannte er die „Absichtlichkeit abstrakter Reflexionen und selbst das Interesse des philosophischen Begriffs […] in manchen seiner Gedichte“; es sei jedoch unbillig, seine Verse „gegen die stets sich gleichbleibende, vom Begriff ungetrübte Unbefangenheit Goethes“ auszuspielen. Schillers große Leistung bestehe darin, die Kantische Subjektivität und Abstraktion des Denkens überwunden und versucht zu haben, über sie hinaus die Versöhnung denkend als das Wahre zu erfassen und zu gestalten. Habe Schiller sich in die Tiefen des Geistes versenkt, sei Goethe den natürlichen Seiten der Kunst auf der Spur gewesen und habe sich auf die Natur mit ihren Pflanzen und Tieren, Kristallen und Wolken konzentriert.
Wilhelm von Humboldt hob 1830 die „Intellectualität“ Schillers als eine besondere Eigenschaft hervor, die sich erst über einen längeren Zeitraum entwickeln musste. Schillers „Theorielastigkeit“ von einer psychologischen Seite aufgreifend, hinterfragte er bereits das dualistische Schema. Es sei ungerecht, seine großen Gedichte als bloße Gedankenlyrik zu sehen, weil die intensiven Erlebnisse eben an sein Denken und damit seine zweite Natur geknüpft gewesen seien. Für Humboldt sind seine philosophischen Verse daher nicht weniger Erlebnislyrik als die Gedichte des jungen Goethe.
Auch Hans Mayer wandte sich gegen den erdrückenden Maßstab der Goetheschen Erlebnisdichtung und versuchte, den besonderen Wert der Schillerschen Lyrik zu bestimmen. Für ihn zeigt sich in seinem Werk der immer wiederkehrende Wechsel von „Überschwang und Resignation“. Anders als Goethe habe er nicht die „höchste Erfüllung im Augenblick“ gekannt, jenen besonderen Moment lyrischer Erfahrung, der nur als tiefes Glück zu verstehen sei. Schiller hingegen entdeckte im Augenblick „vor allem seine Flüchtigkeit“ und „das Vergehende in ihm“. Die scharfen Antithesen, die sein ganzes Werk durchziehen, seiner Prosa den Schwung, seinen Dramen die bis ins Äußerste gesteigerte Leidenschaft geben, verdeutlichen diese zentrale Frage seines Lebens. Bereits sein melancholisches Jugendwerk Der Abend von 1776 stellt dem Bild der untergehenden Sonne – „vollendet gleich dem Helden“ – das glücklicherer Welten gegenüber – Welten, für die das Gesicht des Abends das Morgenangesicht ist.
Nach Auffassung Peter-André Alts wäre es fatal, die übliche „kanonbildende Orientierung an der Lyrik Goethes“ gegenüber Schiller beizubehalten. Zwar würden einige Schillersche Gedichte auf den heutigen Leser fremd oder gar peinlich wirken (so das Lied von der Glocke als dankbares Beispiel der Spötter), der Grund sei aber nicht die mangelnde dichterischen Substanz, sondern Schillers Neigung, „banal klingende“, an bürgerlichen Lebensmaßstäben orientierte Wahrheiten zu formulieren. Die häufig medioker wirkenden geselligen Ansprüche führt Alt auf Schillers Kritik an den Folgen der Französischen Revolution zurück. Die Gedichte, in denen er die Antike der Moderne gegenüberstellte, seien reifer und zeugten von einer tieferen Reflexion. Goethe erscheine leider häufig dann als Fixstern, wenn in Schillers dichterischer Entwicklung nichts weiter als ein Weg zu dessen Bildsprache erblickt werde. Das Wesen seiner Lyrik und ihre Qualität selbst gegenüber Goethe könne man erkennen, wenn man die poetische Bedeutung der Allegorie und das Verhältnis von Bild und Begriff nicht übersehe. Schiller habe Abstraktes veranschaulicht, indem er sich zunächst der Möglichkeiten menschlicher Vernunft vergewisserte, ein Weg, den man im Sinne Kants als kritische Leistung würdigen könne.
Goethes lyrischer Ansatz ist hingegen das Symbol. Er selbst wandte sich gegen Schillers allegorisches Verfahren und erklärte Jahre nach dessen Tod die Unterschiede. Schiller habe als Dichter „zum Allgemeinen das Besondere“ gesucht, er hingegen das Besondere im Allgemeinen gesehen, eine Methode, die der eigentlichen „Natur der Poesie“ entspreche, da sie „ein Besonderes“ ausspreche, „ohne ans Allgemeine zu denken oder darauf hinzuweisen“. Jahre vorher war Goethe aufgefallen, dass einige „Gegenstände“ ihn in eine „poetische Stimmung“ versetzt hatten. Er erklärte sich, dass nicht die Einbildungskraft, sondern die Dinge selbst Empfindungen hervorrufen würden, weil sie „als Repräsentanten von vielen anderen dastehen, ein gewisse Totalität in sich schließen […] und so von außen wie von innen an eine gewisse Einheit und Allheit Anspruch machen“. Als er Schiller diese „glückliche Entdeckung“ mitteilte und dieser äußerst lakonisch reagierte, war er zunächst enttäuscht. Der symbolische Charakter (der Dichtung Goethes), so Schiller, sei keine natürliche Eigenschaft der Sache, sondern Ergebnis der Phantasie und der sentimentalischen Einbildungskraft. Sei der Gegenstand leer und poetisch gehaltlos, werde sich die menschliche Imagination daran versuchen müssen. Nicht die Erscheinungen waren für Schiller bedeutend, sondern die jeweiligen Empfindungsweisen, die ihren eigenen ästhetischen Wert haben.
Die Wurzel von Goethes Symbolismus ist seine Annahme, Naturerscheinungen seien (ideal und allgemein) „im Tiefsten bedeutend“. Goethes Elegien der 1790er Jahre wie Alexis und Dora und Die Metamorphose der Pflanzen zeugen von seiner Auffassung, Naturerscheinungen selbst als bedeutend zu betrachten. Erklärt sich das Symbol aus einer sublimen Wahrnehmungskultur, folgt die Allegorie lediglich der Imagination, um so den Erscheinungen einen tieferen Sinn erst zuschreiben zu können. Goethes Naturphilosophie widerspricht somit im Kern Schillers Konzept der Allegorie.

### Schiller als Historiker
Schillers Beschäftigung mit Geschichte ist von der Aneignung und Weiterentwicklung des Spektrums der universalhistorischen Ideen der Aufklärung gekennzeichnet, die er vor allem in seinen ästhetischen Schriften Über die ästhetische Erziehung des Menschen sowie Über naive und sentimentalische Dichtung konsequent weiterentwickelte. Die Ästhetisierung der Geschichte als Wissenschaft, die anthropologische Wende und die Hervorhebung des Menschen als Objekt der Geschichte, die Begründung der erzieherischen Funktion der Geschichte sowie die Proklamation der Methode der historischen Analogie dienten als Schlüsselelemente nicht nur für die weitere Entwicklung des historischen Denkens von Schiller in seinen historischen Werken Geschichte des Abfalls der vereinigten Niederlande von der Spanischen Regierung und Geschichte des Dreißigjährigen Krieges, sondern auch für die Entstehung seines klassischen Geschichtsdramas.

### Erzählungen

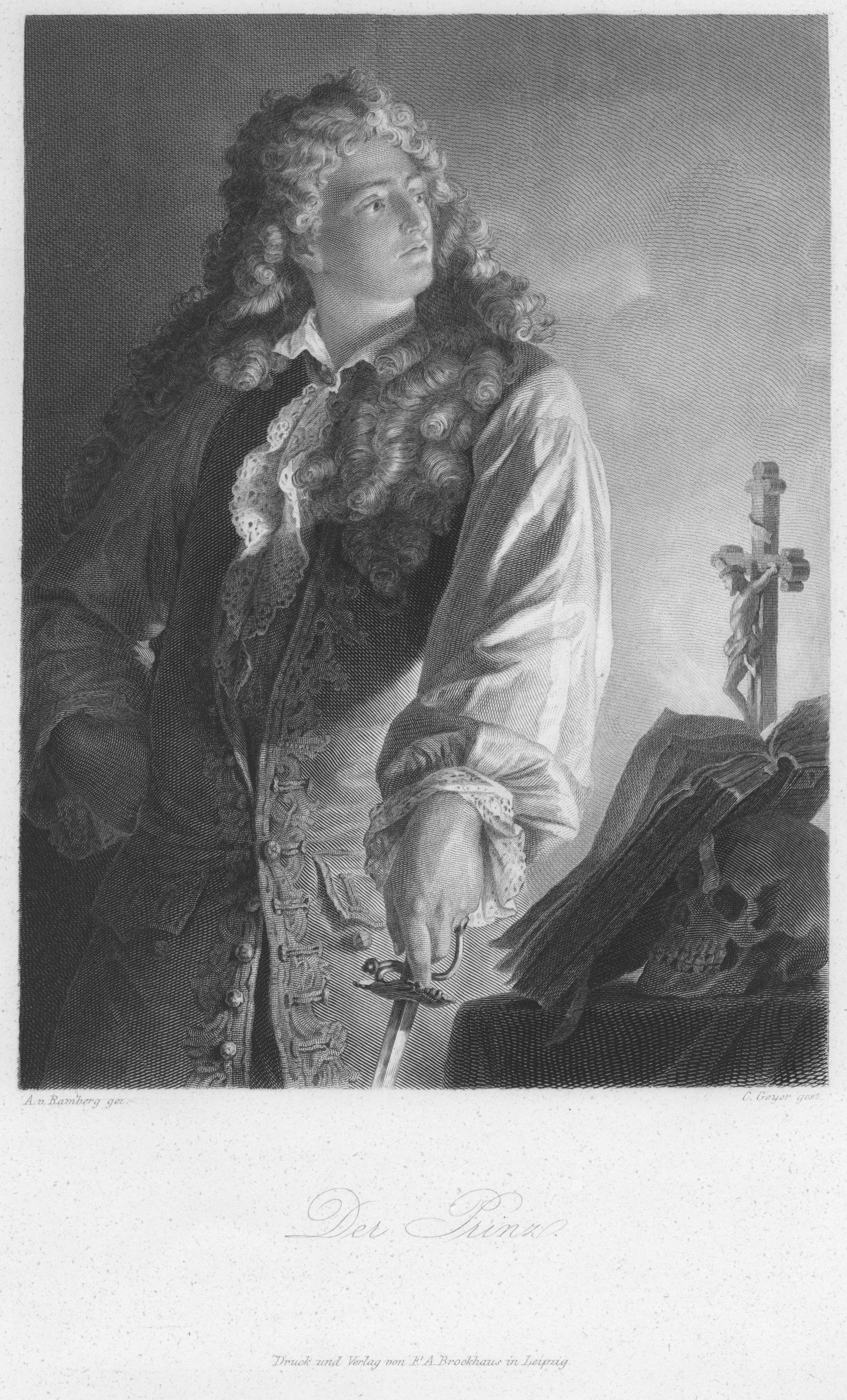
Der Prinz aus dem Geisterseher
Stahlstich von Conrad Geyer nach Arthur von Ramberg, um 1859

Schillers Ruhm gründet nicht auf seinen Erzählungen – die Dramen und seine Lyrik waren es, die ihn zunächst bekannt machten. So gibt es nur einen schmalen Vorrat seiner Prosa, was dazu beitrug, ihn als stilistisch wegweisenden Erzähler geringer zu achten, ja zu übersehen. Erst in den letzten Jahrzehnten wandelte sich das Bild. Die Forschung geht mittlerweile davon aus, dass auch seine theoretischen Schriften zu diesem Bereich gezählt werden, eine Perspektive, die sich etwa im Konzept der Frankfurter Ausgabe widerspiegelt, in der seine Erzählungen und historischen Schriften in einem Doppelband vereinigt sind.
Da es sich bei dem Text Merkwürdiges Beispiel einer weiblichen Rache um die Übersetzung einer Vorlage von Denis Diderot handelt und bei Haoh-Kiöh-Tschuen um eine fragmentarische Bearbeitung eines aus dem Chinesischen übersetzten Romans, liegen lediglich vier Erzählungen aus der Feder Schillers vor.
Der fragmentarische Roman Der Geisterseher gehört zu den einflussreichsten Werken der Schauerliteratur und umschreibt mit häufig sehr plastisch ausgemalten Elementen wie Geisterbeschwörung und Spiritismus die Ängste eines Zeitalters gegenüber dem Unheimlichen.
Mit den Erzählungen Spiel des Schicksals, Eine großmütige Handlung und Der Verbrecher aus verlorener Ehre griff Schiller reale Begebenheiten auf. In den stellenweise sehr dichten Texten konzentrierte er sich vor allem auf die psychologische Entwicklung der Protagonisten und konnte nebenbei auf gesellschaftliche Missstände hinweisen, zu denen etwa der Strafvollzug gehört. Die Großmütige Handlung ist eine moralische Erzählung. die sich als eigene Gattung im 18. Jahrhundert entwickelte. Schiller bezog sich auf den Bericht der Mutter eines Mitschülers aus der Karlsschulzeit und schrieb gleich zu Beginn seines Werkes, die Anekdote habe „ein unabstreitbares Verdienst – sie ist wahr“. Wie mit seinen frühen Dramen wollte Schiller hier den wirklichen Menschen zeigen und den Leser stärker affektiv fesseln als der empfindsame Schriftsteller Samuel Richardson mit seinen Romanen Pamela oder Sir Charles Grandison. Er ging so weit, diesen Wunsch in seiner kurzen Erzählung ausdrücklich zu erwähnen.
In diesem Zusammenhang wird auch gefragt, wo die Grenze zwischen der literarischen und historischen bzw. historiographischen Erzählung zu ziehen ist. In einem Brief an Caroline von Wolzogen vom 10./11. Dezember 1788 sprach Schiller davon, dass die historische Wahrheit auch gefühlt werden könne, obwohl sich die Dinge so nicht real ereignet hätten. Man lerne „auf diesem Weg den Menschen und nicht den Menschen kennen, die Gattung und nicht das so leicht sich verlierende Individuum. In diesem großen Felde ist der Dichter Herr und Meister.“

## Rezeption

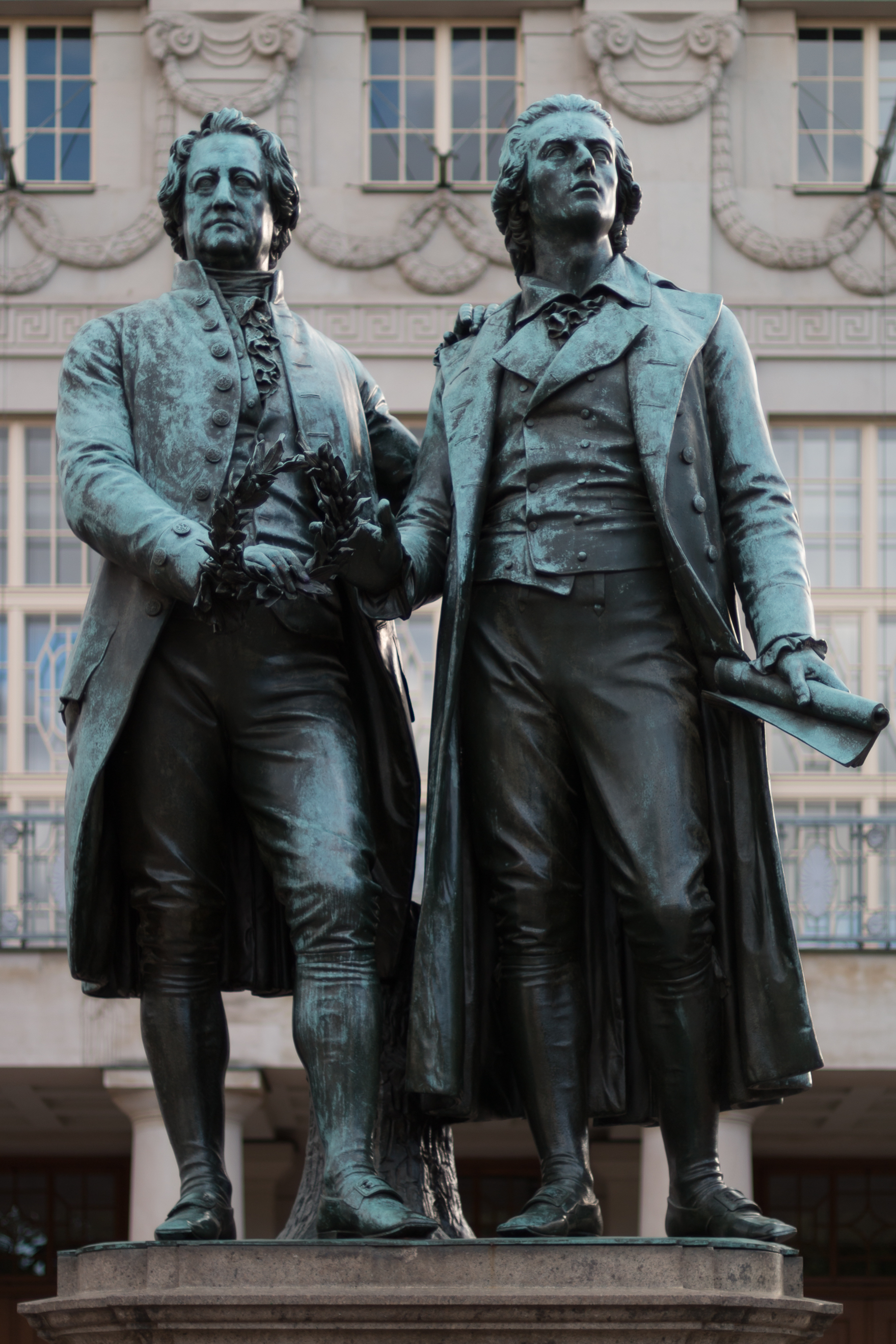
Goethe-Schiller-Denkmal von Ernst Rietschel in Weimar

## Erinnerung

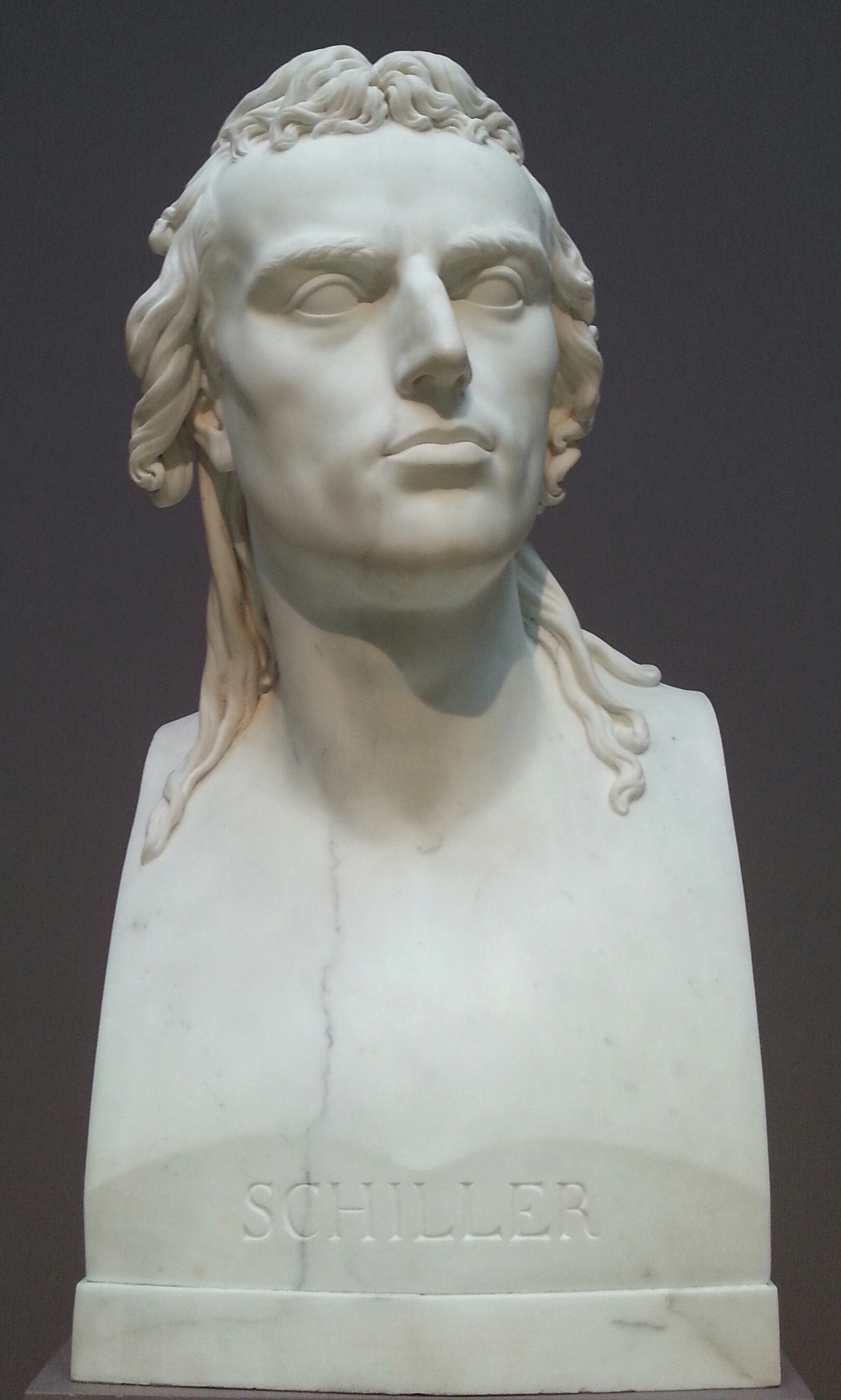
Schillerbüste von Johann Heinrich Dannecker, 1805–1810, Carrara-Marmor
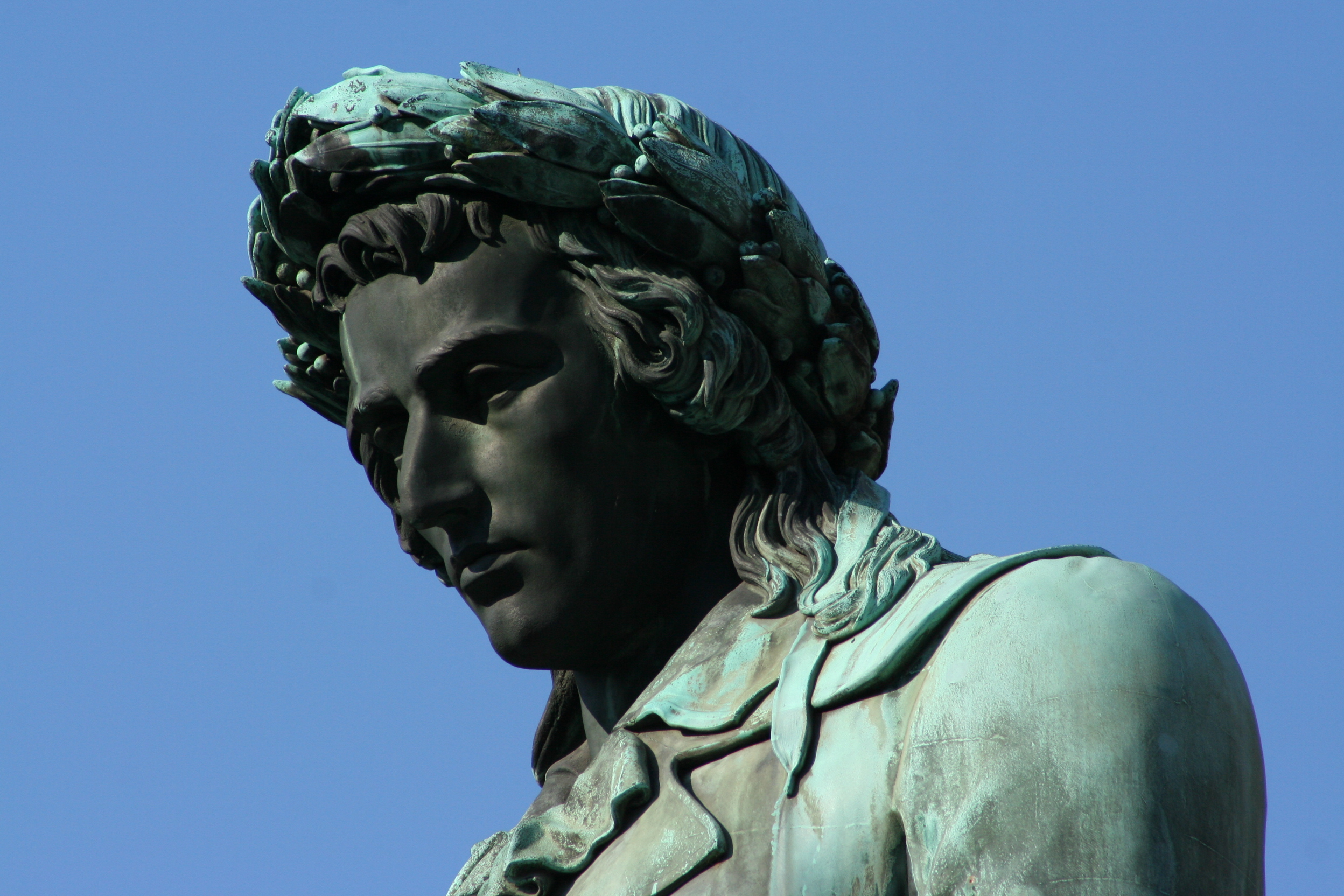
Detailaufnahme des Schillerdenkmals in Stuttgart von Bertel Thorvaldsen, 1839 eingeweiht.
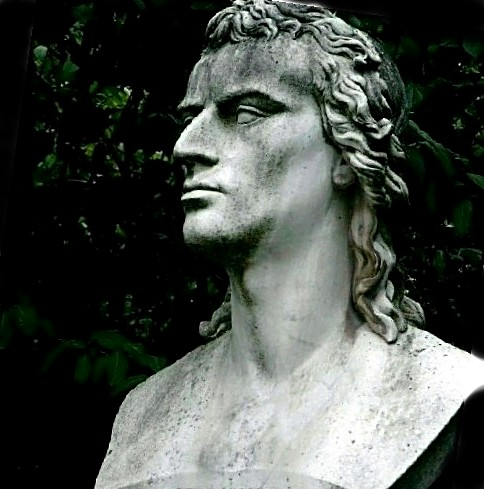
Schillers Büste in Jena
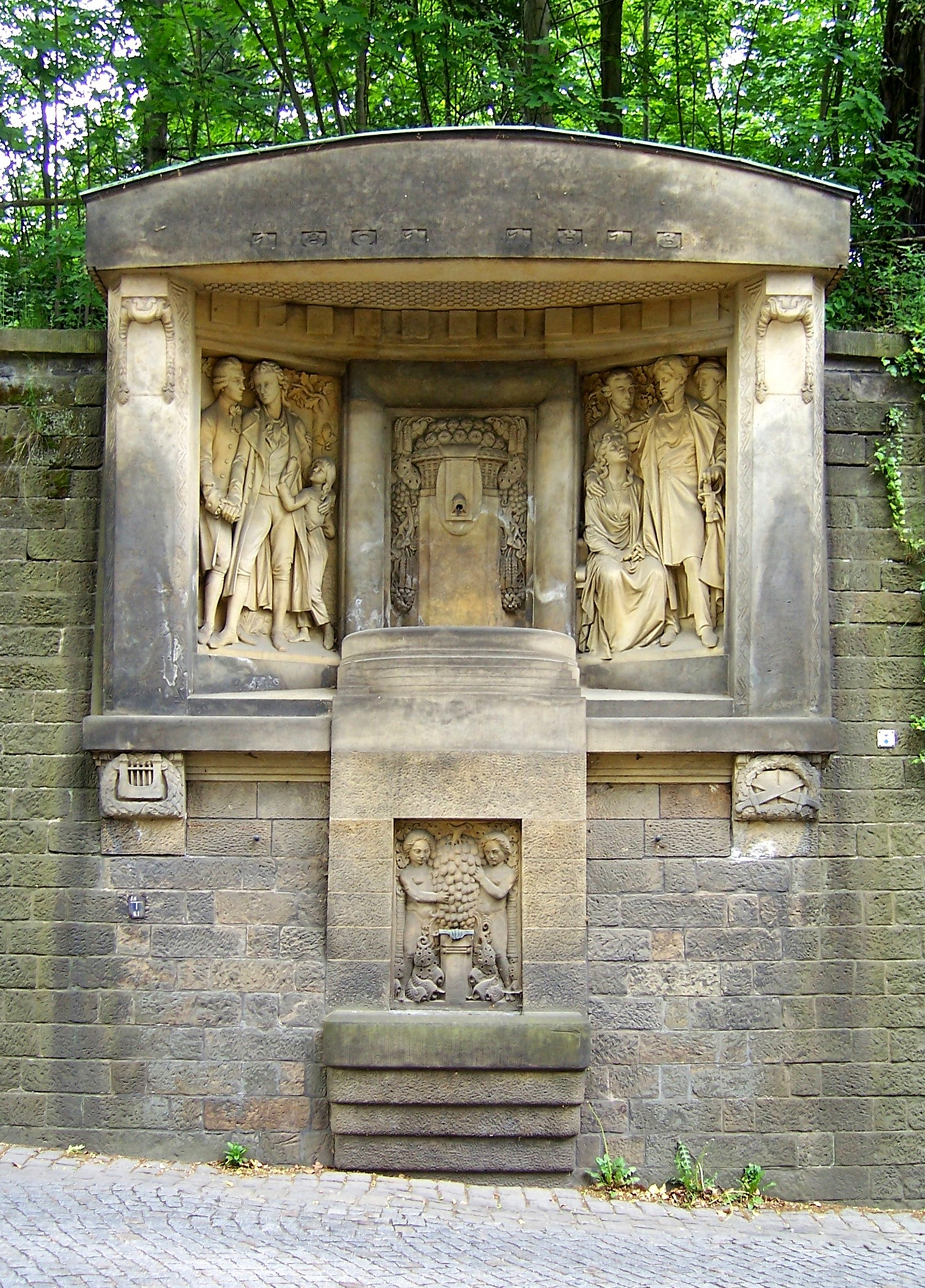
Schiller-Körner-Brunnen gegenüber dem Schillerhäuschen in Dresden-Loschwitz (1912).
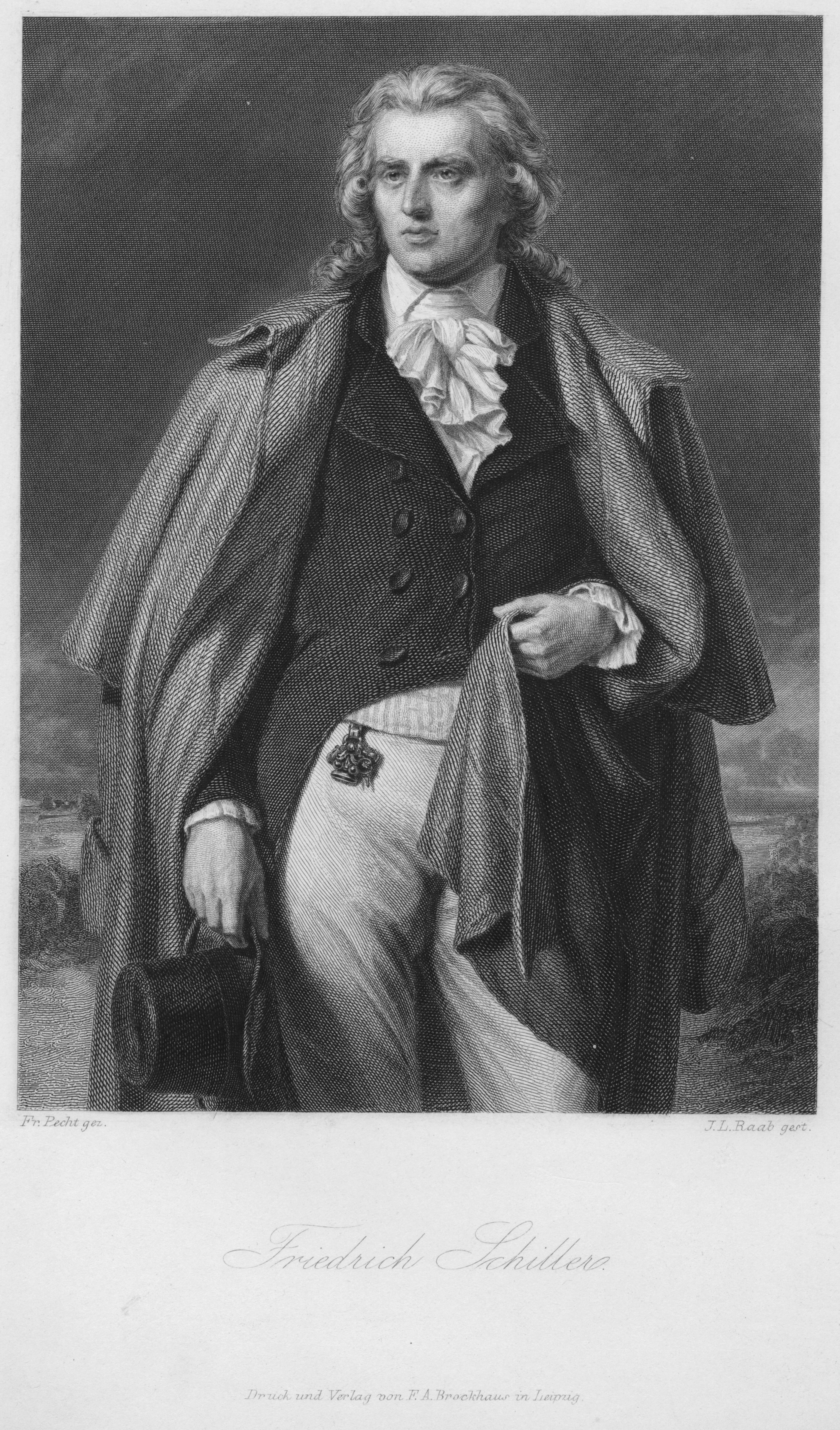
Bildnis Schillers aus der Schiller-Galerie, Stahlstich von Raab nach Pecht, um 1865
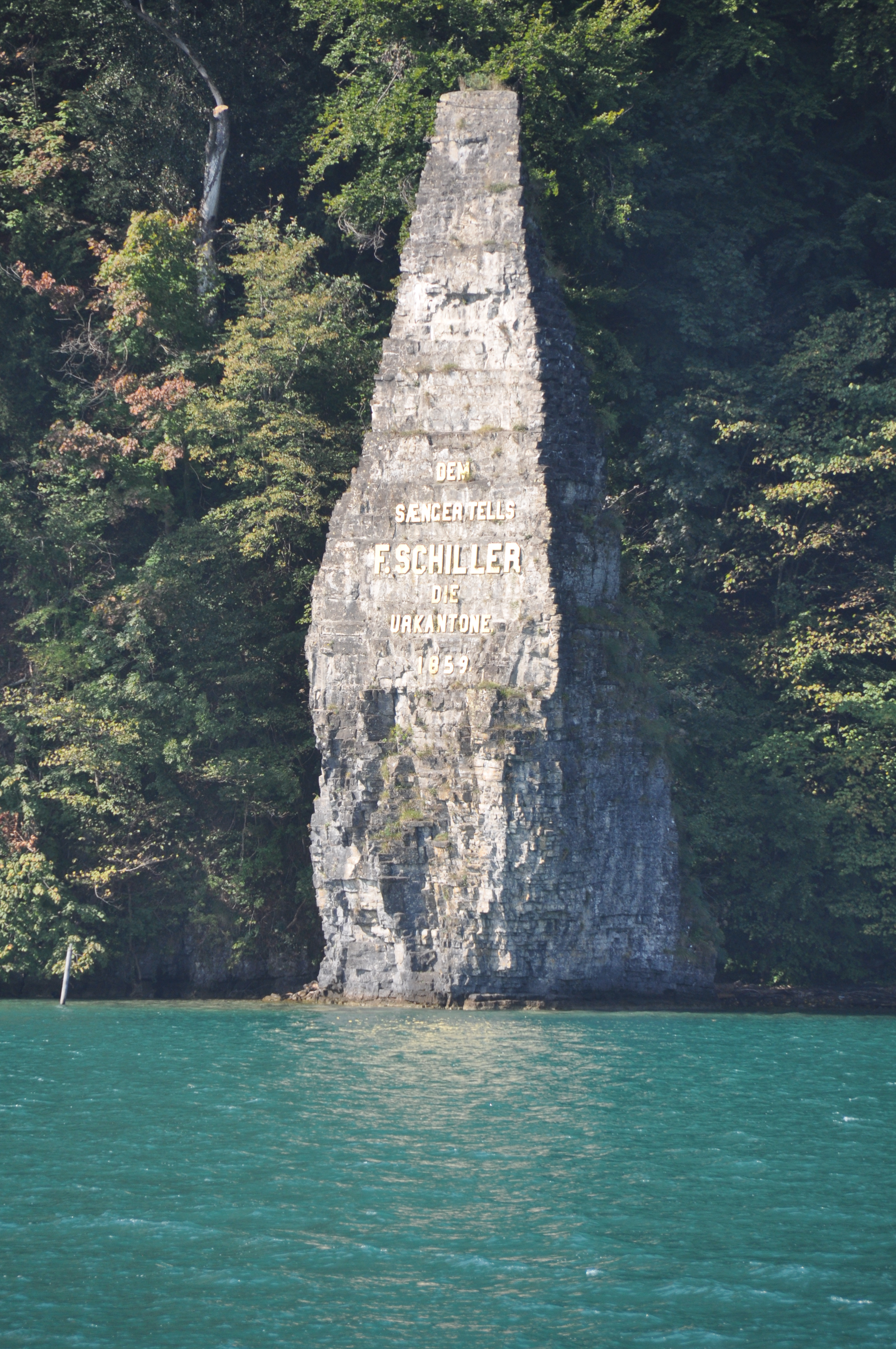
Schillerstein, auch Mythenstein, nahe dem Rütli am Vierwaldstättersee.
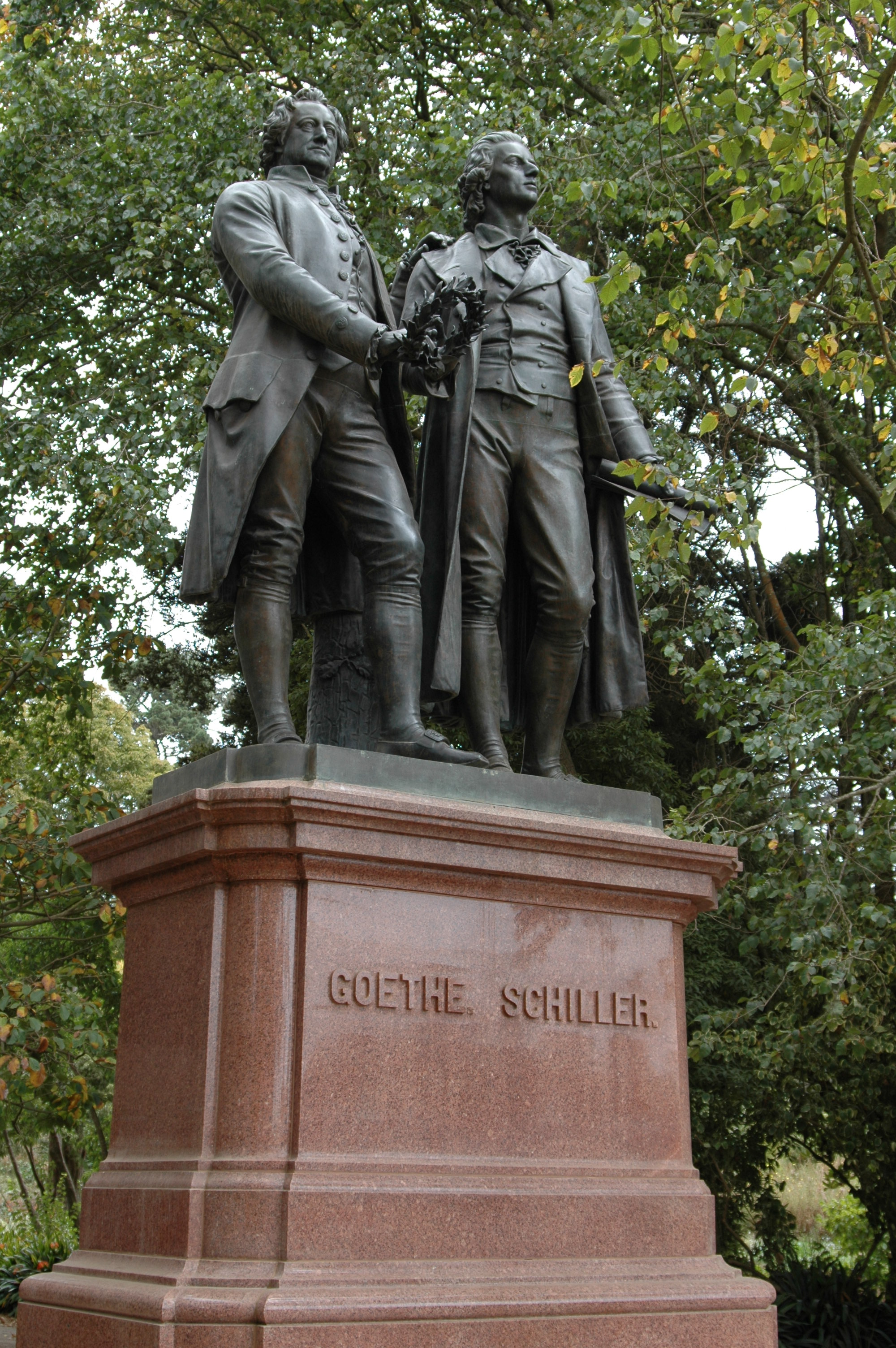
Goethe- und Schiller-Denkmal im Golden Gate Park, San Francisco, 1901 eingeweiht
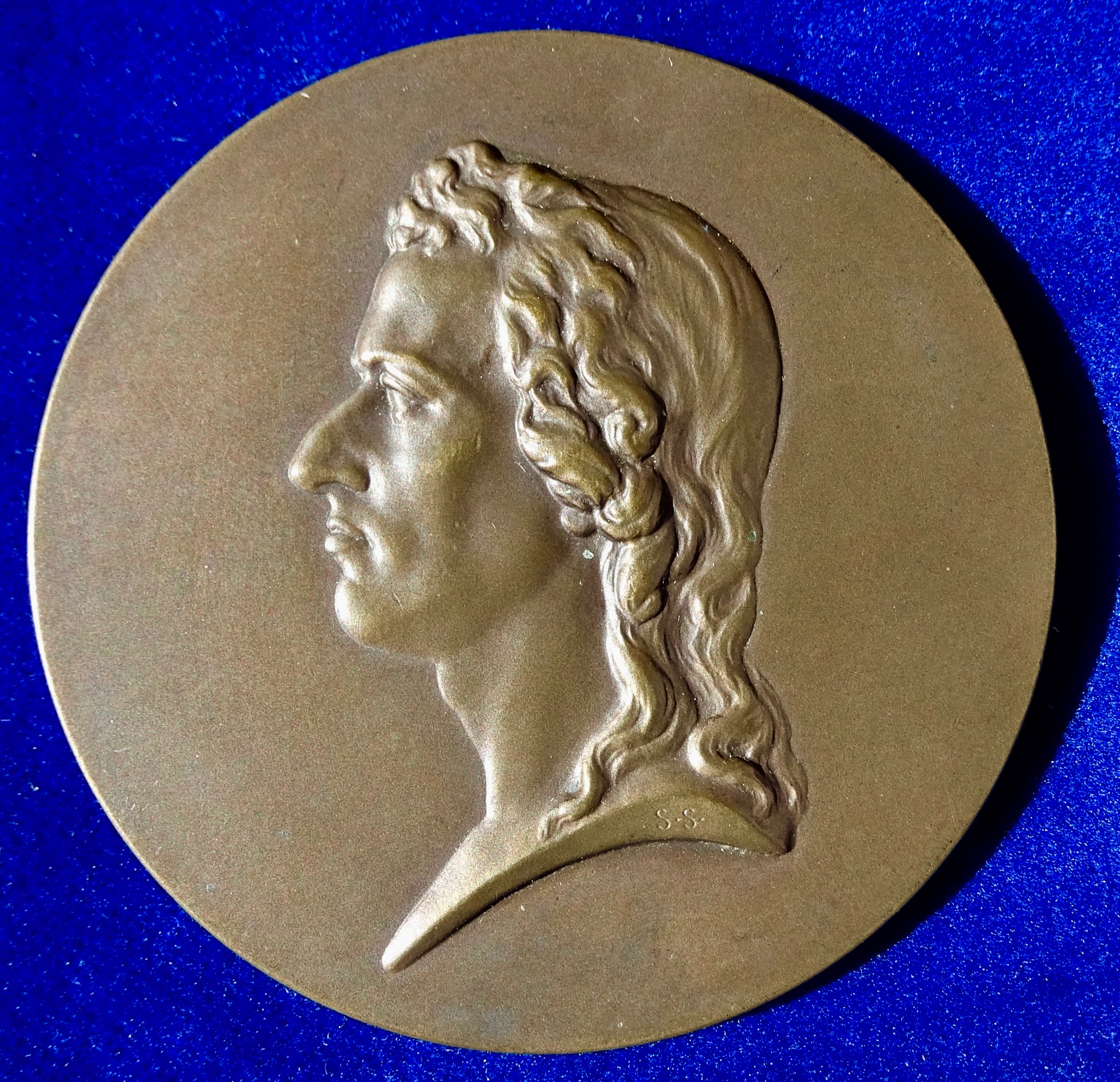
Vorderseite der Medaille von Stefan Schwartz zum 100. Todestag 1905
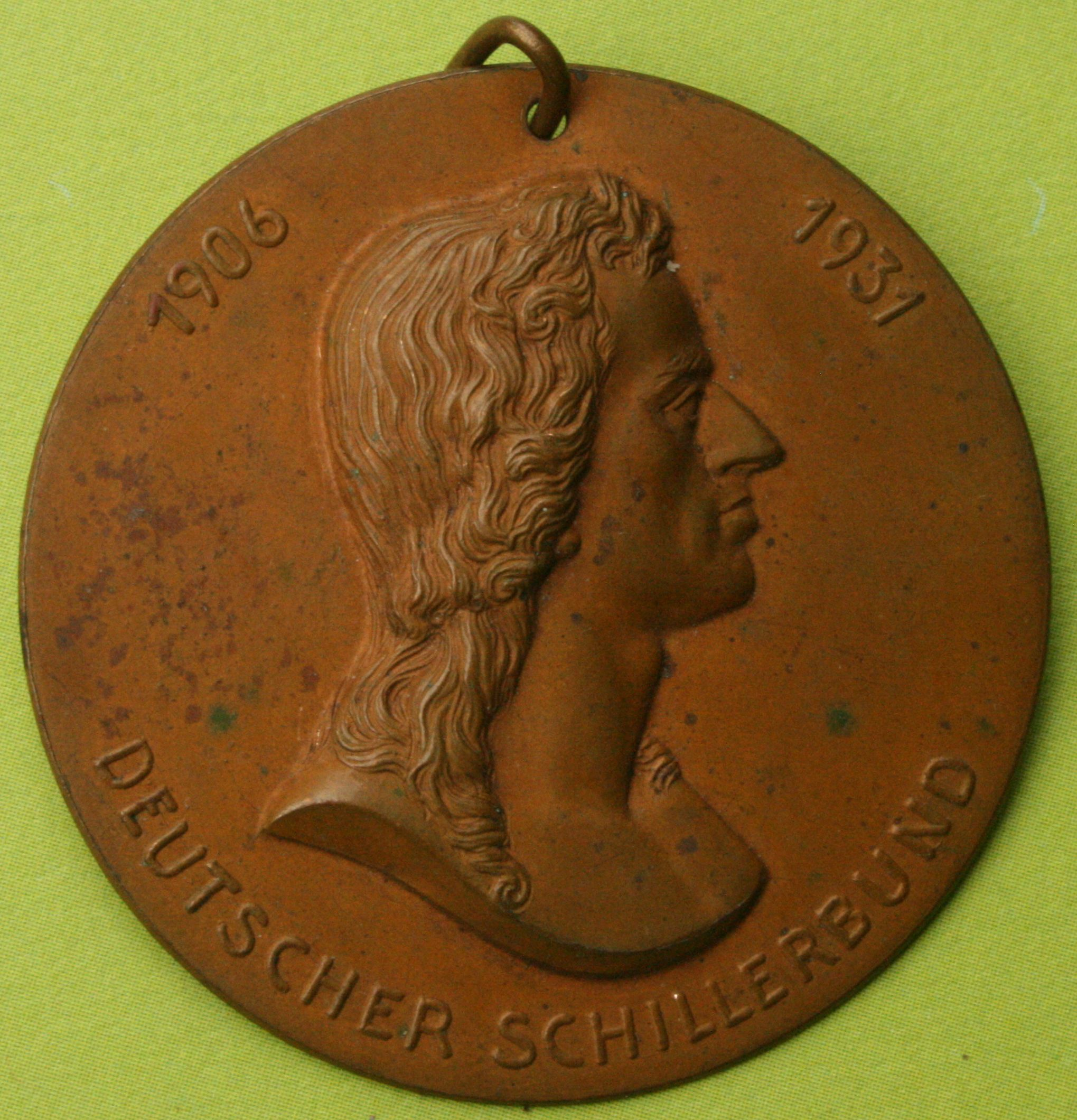
Friedrich-Schiller-Plakette des Deutschen Schillerbundes
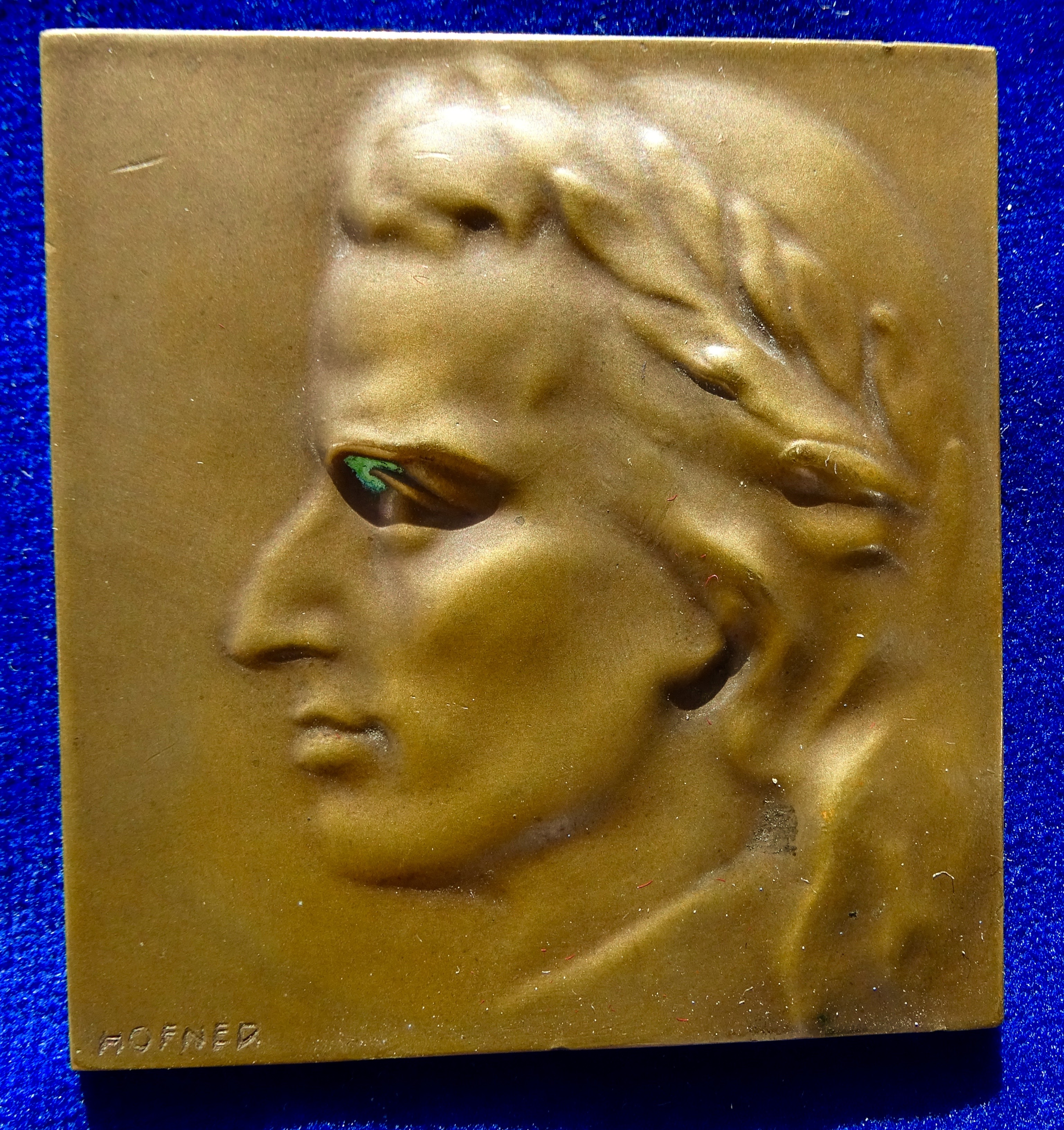
Schiller-Bronze-Plakette von Otto Hofner
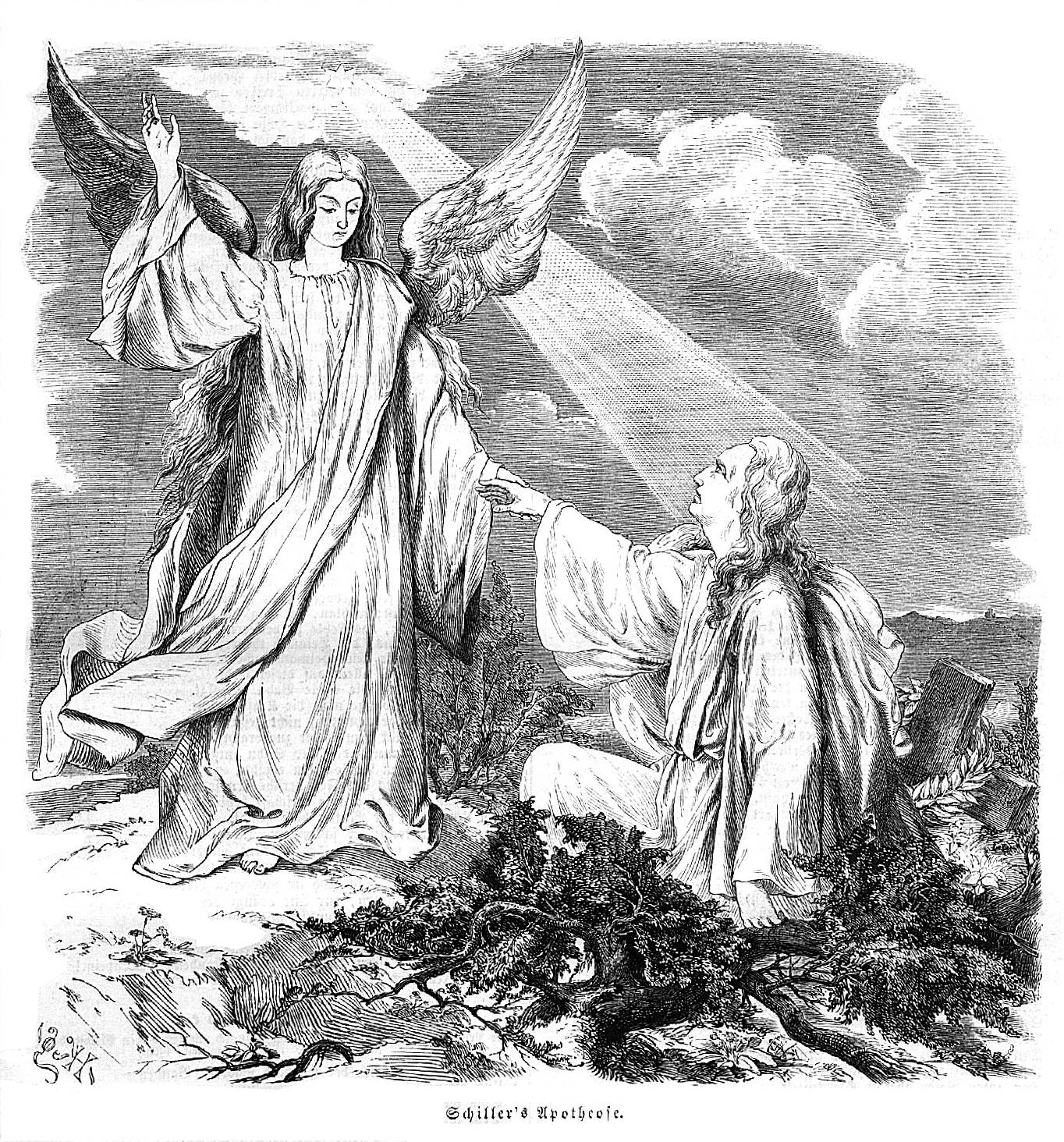
Schillers Apotheose, Holzstich in der Zeitschrift Die Gartenlaube, 1855
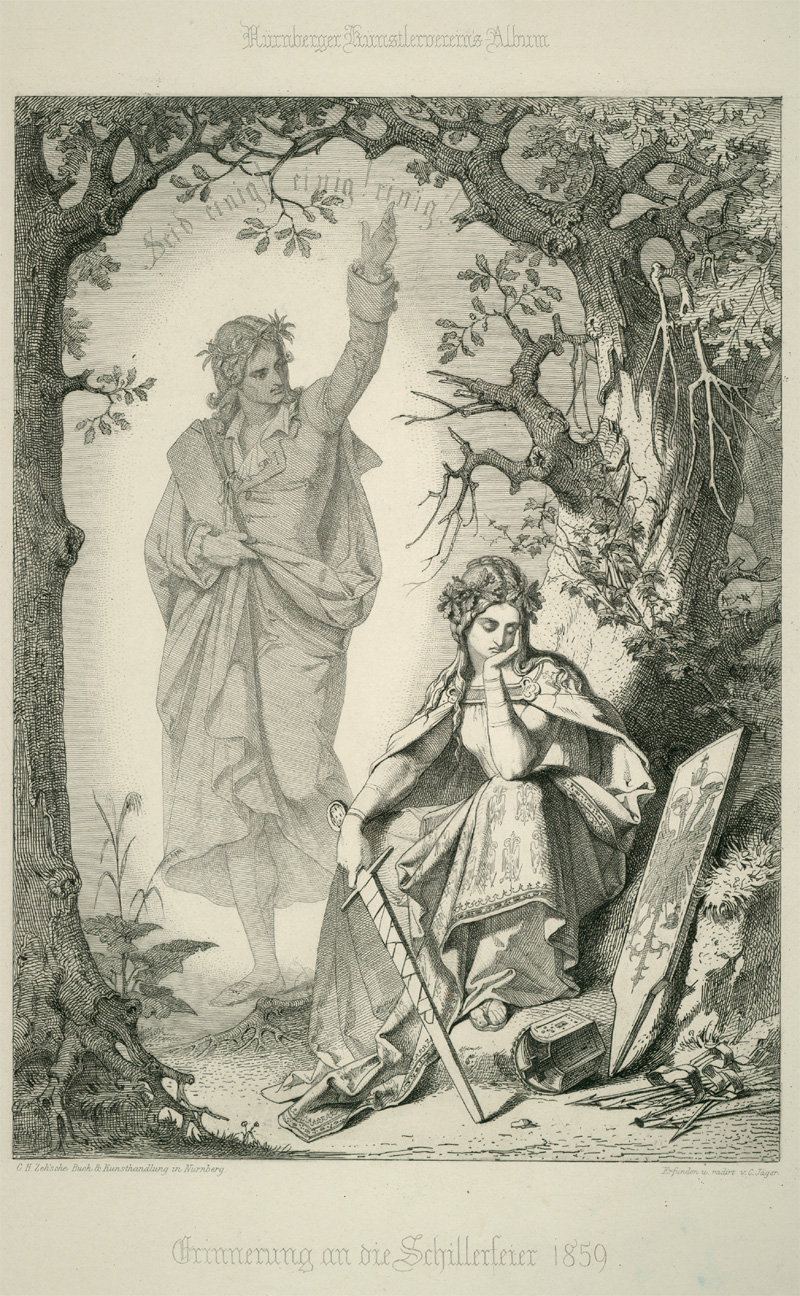
Karl Jäger: Erinnerung an die Schillerfeier 1859
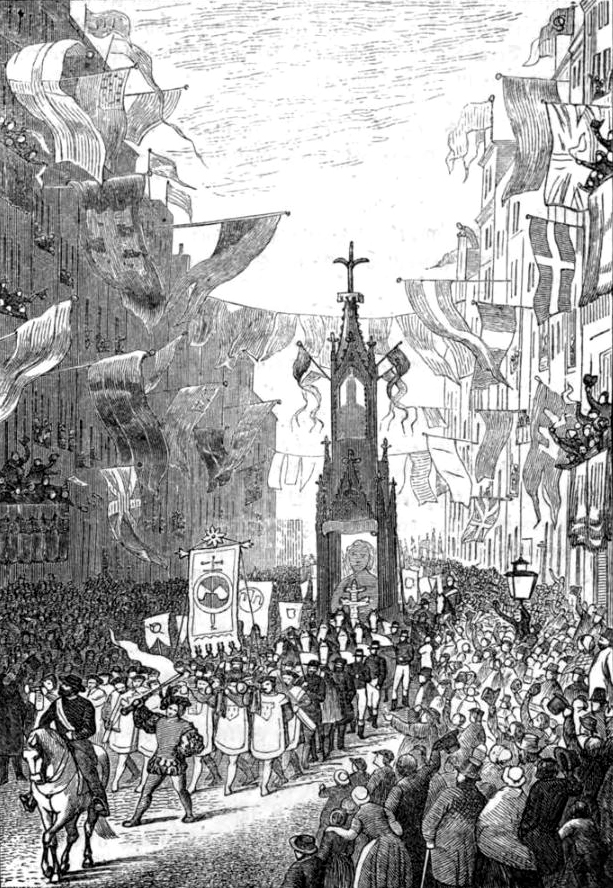
Der Hamburger Künstlerverein im Schiller-Festzug am 13. November 1859
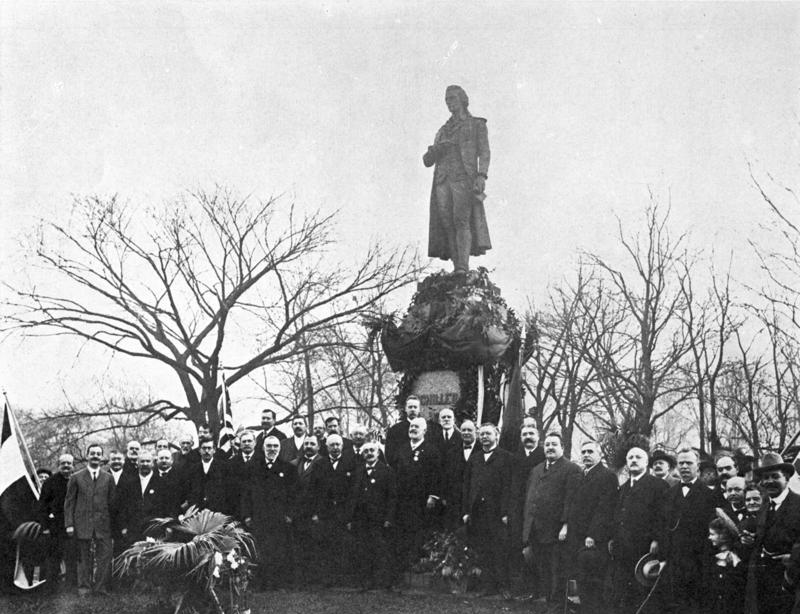
Der Chicagoer Schwabenverein vor dem Schillerdenkmal im Lincolnpark 1925.
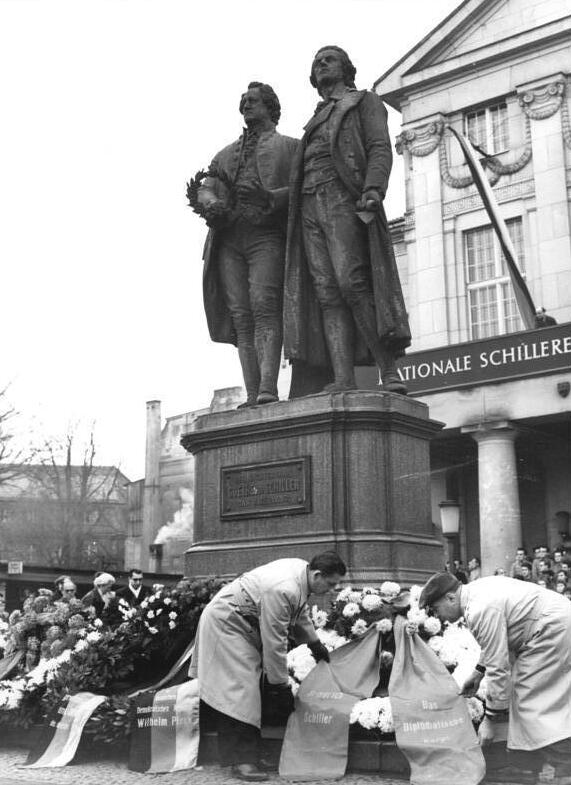
Kranzniederlegung zum 200. Geburtstag Schillers 1959 in Weimar

## Werke (Auswahl)

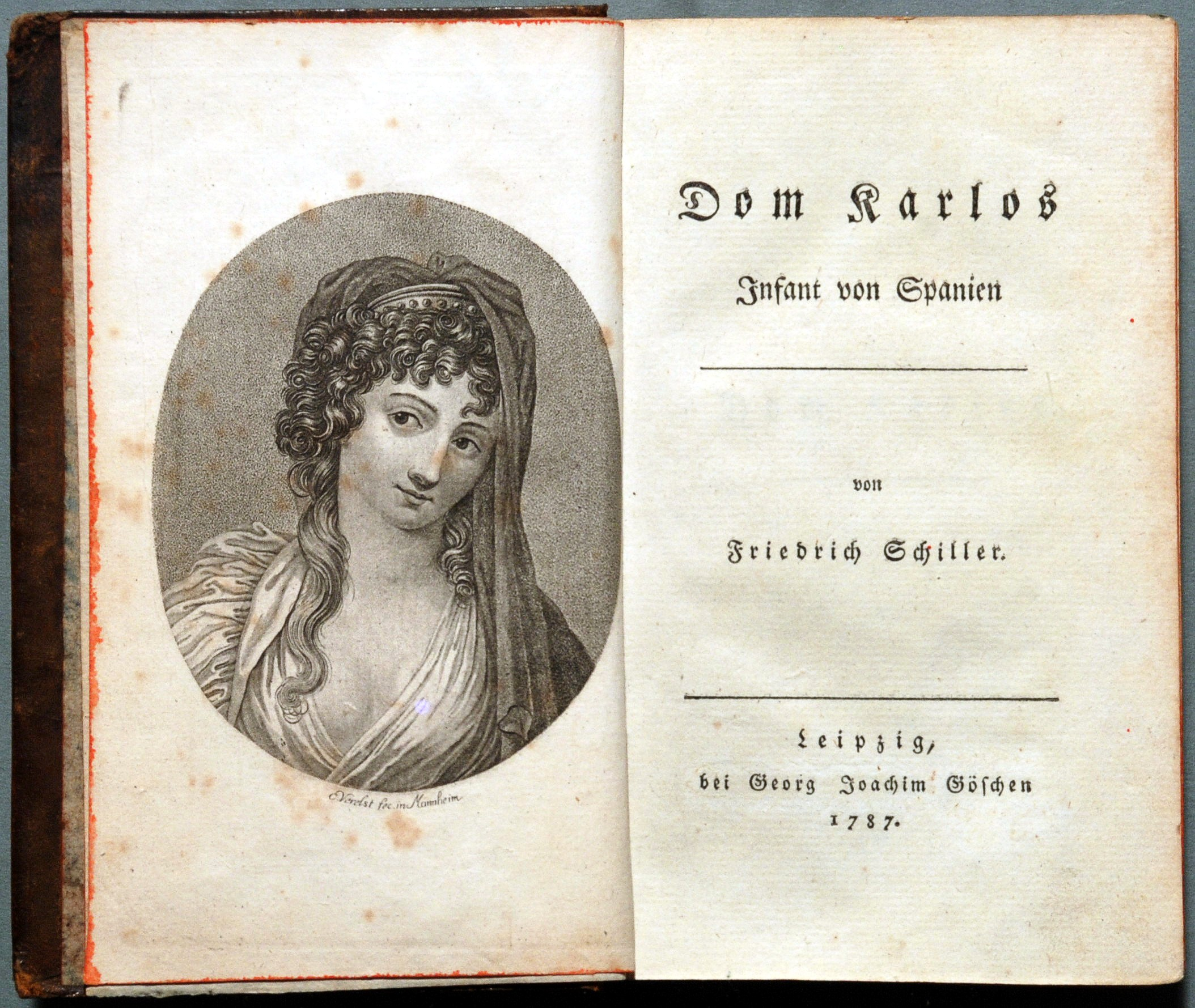
Don Karlos (damals noch als Dom Karlos), Titelblatt und Frontispiz des Erstdruckes, 1787

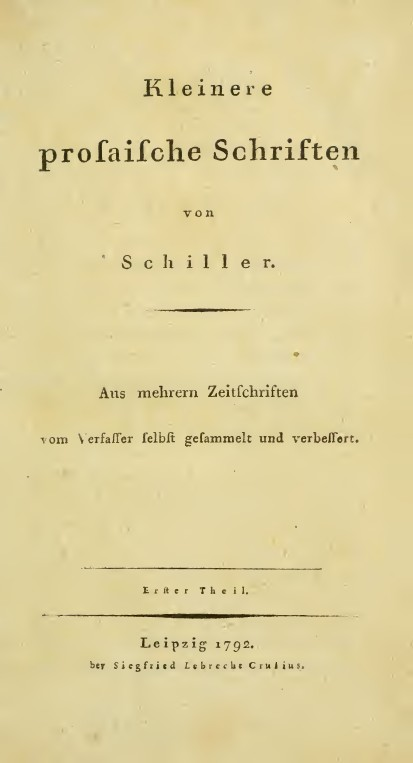
Kleinere prosaische Schriften. 1 (1792)